# Centre scientifique de Monaco
Le Centre scientifique de Monaco (monégasque : Centru scienti̍ficu de Mu̍negu), souvent abrégé en CSM, est l’institut de recherche scientifique de la principauté de Monaco. Il a été créé par le prince Rainier III par la loi 690 du 23 mai 1960, complétée et modifiée par la loi 780 du 9 juin 1965. Juridiquement, c’est un établissement public autonome, géré par un conseil d’administration aidé par un Comité de perfectionnement. Il est placé sous la tutelle du département de l’Intérieur de la principauté. Ses locaux (laboratoires et administration) se situent au-dessus du port de Monaco.
Centré de 1960 à 1990 sur l'étude de la radioactivité, la microbiologie marine, la météorologie et la sismologie, le CSM possède aujourd’hui trois départements de recherche : un département de biologie marine qui exerce son activité depuis 1990, un département de biologie polaire, créé en 2011 et un département de biologie médicale créé en 2013.
Les travaux du département de biologie marine concernent la physiologie et l’écophysiologie des coraux (coraux constructeurs de récifs, coraux profonds, coraux précieux) en étudiant principalement les mécanismes de la biominéralisation et de la symbiose chez ces organismes et l’impact de l’acidification des océans sur ces processus. Le CSM possède des cultures de coraux tropicaux en conditions contrôlées pour ses besoins de recherche depuis 1990, qui constituent la plus longue culture de coraux à but scientifique au monde. Ce département développe également des travaux en économie environnementale, principalement sur les services écosystémiques des récifs coralliens et les potentiels impacts des changements climatiques.
Les travaux du département de biologie polaire ont pour objectif d’élucider les mécanismes d’adaptation des prédateurs marins, et notamment des manchots subantarctiques et antarctiques, face aux contraintes de leur environnement et de mettre en évidence les limites de cette capacité d’adaptation. Pour réaliser cette étude, développée en collaboration avec l’Institut pluridisciplinaire Hubert-Curien (IPHC) (UMR7178 CNRS – université de Strasbourg), et l’Institut polaire français Paul-Émile-Victor (IPEV), l’équipe suit environ 25 000 manchots, grâce à des puces RFID implantées dans le derme. Le département développe également une thématique d'intelligence artificielle.
Les travaux du département de biologie médicale intègrent à la fois des équipes de recherche translationnelle dans les domaines de la lutte contre le cancer (cancers pédiatriques en particulier), de l’étude des relations hôtes-pathogènes au sein du tube digestif et dans le développement de biothérapies appliquées aux handicaps neuromusculaires, ainsi qu’un Pôle santé humaine destiné à favoriser la recherche clinique en principauté et à étudier les relations entre changements climatiques et santé humaine.
Le CSM héberge deux laboratoires internationaux associés, l'un avec l’université de Versailles – Saint-Quentin-en-Yvelines (UVSQ), et l'autre avec l'université Côte-d'Azur (UCA), un observatoire international sur la drépanocytose, Monacord, et participe à un réseau thématique pluridisciplinaire international (RTPI) « Nutrition et résistance aux stress environnementaux » avec le CNRS et l’université de Strasbourg. Il collabore avec une centaine d’instituts à travers le monde. Il héberge également une plateforme de dépistage PCR et sérologique de grande capacité pour les maladies infectieuses.

## Historique
La recherche scientifique fait partie intégrante de la principauté, en particulier grâce à son personnage le plus illustre, le prince Albert Ier, surnommé le prince savant. Ce dernier a réalisé par lui-même des travaux de recherche dans deux disciplines scientifiques majeures, l’océanographie et la biologie marine, et la préhistoire dont il a également contribué à leur modernisation et favorisé leur développement en créant deux Fondations, l’Institut océanographique Fondation Albert Ier en 1906 et l’Institut de paléontologie humaine fondation Albert Ier en 1910
En principauté, l’activité scientifique au début du XXe siècle s'est répartie entre les laboratoires du musée océanographique de Monaco pour la biologie marine et l’océanographie et le musée d’Anthropologie préhistorique de Monaco, fondé en 1902, pour la Préhistoire. Ce dernier est ainsi la plus ancienne institution scientifique de la principauté,.
Dans la seconde moitié du XXe siècle, la recherche est progressivement abandonnée par l'Institut océanographique, la biologie marine n'est plus étudiée. De plus, la principauté ne possède pas de centre de recherche propre.

### Contexte de la création du Centre scientifique de Monaco
En 1951, le prince Rainier III est nommé à la présidence d’honneur de la Commission internationale pour l’exploration scientifique de la Méditerranée (CIESM), puis en 1956 à sa présidence,. À cette même période, les Nations unies lancent le programme mondial « Atome pour la Paix » visant à promouvoir une utilisation de la technologie nucléaire à des fins pacifiques.
Dans ce contexte, le prince Rainier III, prend conscience des risques qu’encourent les océans face aux perturbations locales induites par l’homme et instaure alors en 1958 une « Commission de l'énergie atomique » chargée, d'une part de participer à la grande action entreprise en faveur de l’utilisation de l’énergie atomique à des fins pacifiques menée par l'Agence internationale de l’énergie atomique (AIEA) et, d'autre part, de la gestion d’un laboratoire scientifique de radioactivité appliquée installé au Musée océanographique.
En mai 1960, le Commissariat à l'énergie atomique (CEA) dévoile son intention d'effectuer une opération d'immersion en Méditerranée entre Antibes et Calvi de 6500 fûts de déchets radioactifs provenant de l’usine de Marcoule. Le prince Rainier III demande alors au gouvernement français d’annuler l’immersion tant qu’il n’existe pas de consensus scientifique sur l’absence de danger de cette pratique. Il entérine également une ordonnance-loi no 690 transformant le 23 mai 1960 la « Commission de l'énergie atomique » en un office appelé « Centre scientifique de Monaco ».
En octobre 1960, le CEA confirme à la presse son intention de rejeter les déchets radioactifs en Méditerranée tandis que débute à Monaco, quelques jours après, la 1re conférence internationale scientifique sur l’élimination des déchets radioactifs, organisée par l’Agence internationale pour l’énergie atomique (AIEA) durant laquelle plus de 300 participants y débattent des problèmes posés par l’élimination de ces déchets radioactifs,,.
Une « fronde des océanographes » se met en place avec, à sa tête, le commandant Cousteau, directeur du musée océanographique de Monaco. Le prince Rainier III annoncera, lors du XVIIe congrès-assemblée plénière de la CIESM, le 16 décembre 1960 que le projet de rejet en mer Méditerranée est abandonné par la France,.

### Le Centre scientifique de Monaco de 1960 à 1990

#### Laboratoire de radioactivité appliquée (de 1960 à 1983)
Lors de la création du Centre scientifique de Monaco, le laboratoire de radioactivité appliquée, qui venait d'être créé au Musée océanographique, se retrouve alors sous la gestion du Centre et développe de nouvelles activités, sous la direction du Dr Jean Thommeret (Ingénieur de la recherche scientifique du centre de Saclay du CEA) et de son épouse le Dr Yolande Thommeret (chimiste, chercheur au CNRS).

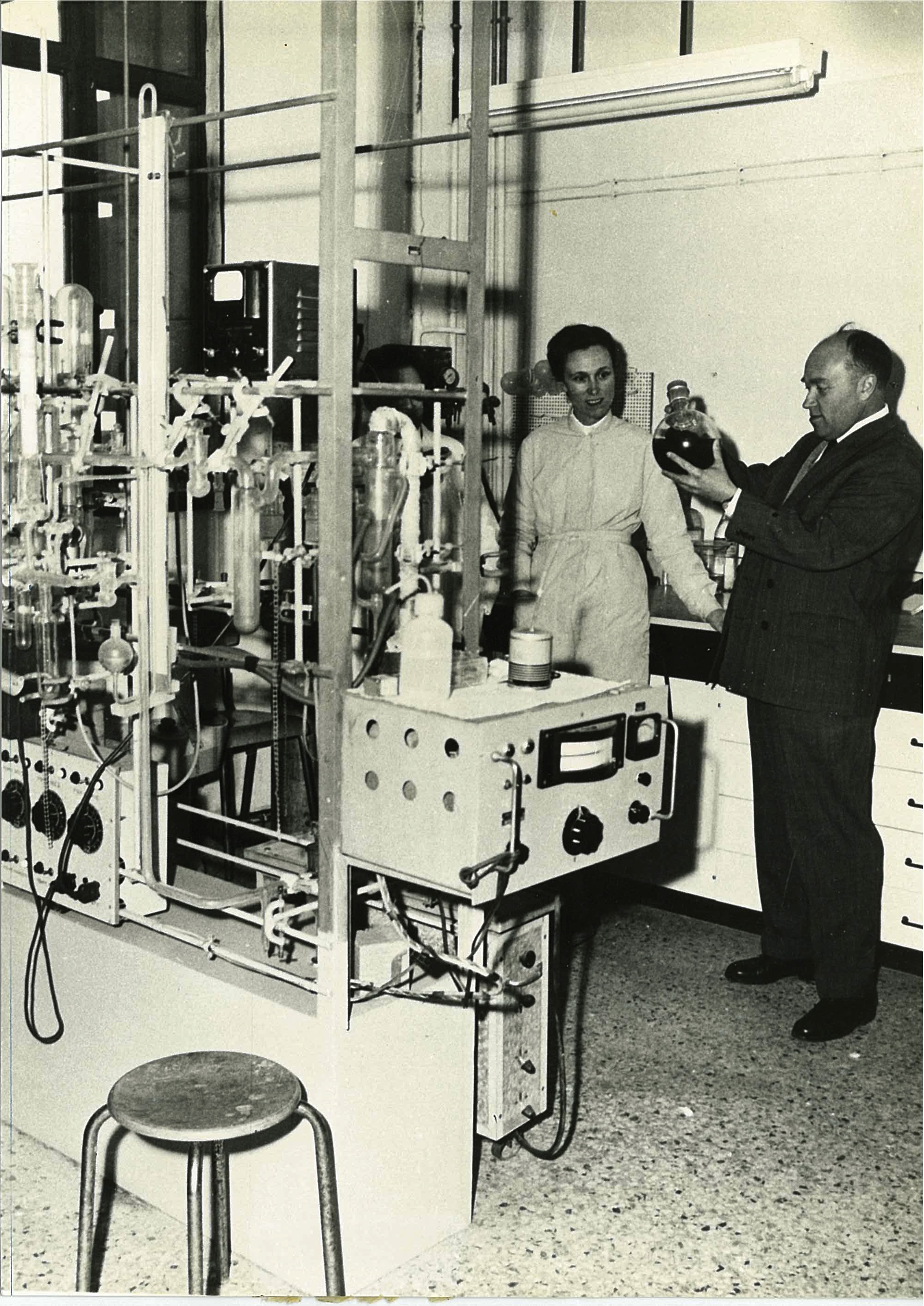
Les Drs Jean et Yolande Thommeret dans la salle des mesures de radioactivité du laboratoire de radioactivité appliquée (LRA) du Centre scientifique de Monaco

Ainsi, le premier laboratoire du CSM s’oriente principalement vers deux axes :
1. La mesure de faibles radioactivités dans l’environnement atmosphérique et marin réalisée dans un but de contrôle de la contamination radioactive par les radioéléments issus des retombées nucléaires de la précédente décennie.
La surveillance s’est développée sur les aérosols, les précipitations, l’eau de mer, les sédiments et les organismes marins. Cette surveillance a ainsi permis de mettre en évidence la présence de radioactivité atmosphérique, issue des essais nucléaires français, russes et américains, qui atteint son maximum en avril 1962. Dès l’arrêt de ces essais, le taux de radioactivité atmosphérique retrouvera, à partir de 1967, son état de 1960.
2. Les applications de la méthode du carbone 14 (14C) à la réalisation de datations.
Durant la décennie des années 1950, la technique de datation d’un échantillon par la mesure de l’isotope radioactif du carbone, le carbone 14, devenait opérationnelle. Dans ce domaine, le laboratoire de radioactivité appliquée développera des travaux à la fois très fondamentaux sur l’amélioration des techniques de préparation des échantillons ou sur la calibration afin de satisfaire aux exigences d’une chronologie précise, et appliqués à la datation par le carbone 14. Ces travaux ont permis d’étudier des phénomènes très variés, comme les variations du niveau marin au cours des 35 derniers millénaires, le transfert du CO2 dans les réservoirs atmosphériques et marins, la succession chronologique d’événements tectoniques et bien sûr la détermination des âges des grands sites préhistoriques du Paléolithique à l’âge du fer.
Le laboratoire de radioactivité appliquée a ainsi été, de 1961, date de l’utilisation en routine de ces techniques, au début des années 1980, un centre important de datation des grands sites préhistoriques.
Le savoir-faire du CSM a aussitôt été exporté en Amérique du Sud, où un chercheur du laboratoire, le Dr Jean-Louis Rapaire, a participé, sous l’égide de l’Organisation des Nations unies pour l’éducation, la science et la culture, à l’installation, à l’université de Bahia au Brésil, d’un laboratoire de datation par le radiocarbone.
L’activité du laboratoire s’arrêtera en 1983, peu après le décès du Dr Jean Thommeret, le 13 janvier 1981, malgré une reprise de la direction de l’équipe par son épouse, le Dr Yolande Thommeret.

#### Observatoire de sismologie et météorologie (de 1963 à 1990)
L’Observatoire de sismologie et de météorologie est le second laboratoire à rejoindre le Centre scientifique de Monaco en 1963.
Les premières observations météorologiques à Monaco datent de 1874. Elles avaient été réalisées par Alfred Gueirard dans son petit observatoire situé sur un terrain aujourd’hui occupé par le jardin exotique de Monaco, mais son décès, le 25 septembre 1895, arrête les mesures.

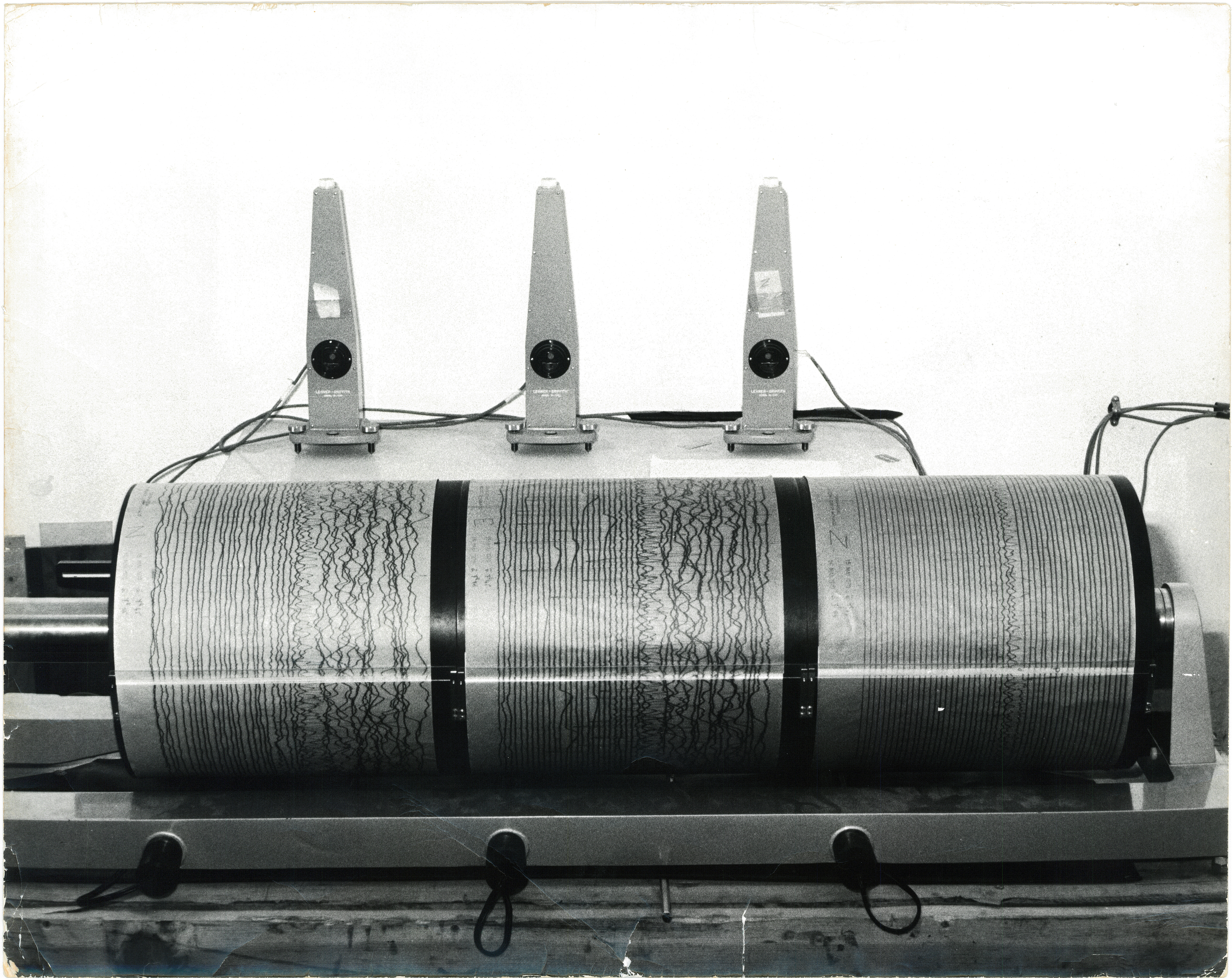
Un des sismomètres installé dans les locaux du Centre scientifique de Monaco

Le prince Albert Ier souhaite alors qu’une station météorologique soit intégrée dans le Musée océanographique, rattachée au réseau climatologique de la Météorologie nationale française. Elle débutera officiellement ses observations le 1er janvier 1911 sous la direction du météorologiste français, Alfred Angot. Louis Sirvent, assistant puis sous-directeur du Musée océanographique en assurera la responsabilité et sera remplacé en 1947 par Jean Vernet, assistant au Musée océanographique. Ce dernier publiera en 1952 la première synthèse météorologique de la principauté.
L’observatoire fait l’acquisition d’un sismographe en 1955 afin d’intégrer l’analyse des événements sismologiques et devient en 1963, l’Observatoire de sismologie et météorologie. Les enregistrements du sismographe de Monaco sont communiqués à l’Institut de physique du globe de Strasbourg, chargé de la centralisation de toutes les observations relatives aux tremblements de terre.
Le commandant Louis Grinda, capitaine de Frégate, succède à Jean Vernet en 1953. Il assurera l’intégration de l’Observatoire de sismologie et météorologie au sein du Centre scientifique de Monaco et en conservera la direction jusqu’en 1977. C’est son assistante, le Dr Nicole Bethoux, qui lui succédera et qui publiera en 1988, une synthèse d’un siècle d’observations météorologiques à Monaco
En 1990, les activités de l’observatoire sont transférées au sein de l’administration monégasque sous la forme d’un Office monégasque de l’Environnement, aujourd’hui dénommé Direction de l’Environnement.

#### Laboratoire de microbiologie marine (1966) devenu le laboratoire de microbiologie et d'études des pollutions marines (de 1970 à 1990)

##### Unité de bactériologie (de 1966 à 1990)
À partir des années 1960, le rejet à la mer de nombreux déchets d’origines diverses s’intensifie, entraînant une pollution du milieu marin. Le prince Rainier III, inquiet de ce danger, demande alors à la Commission Internationale pour l’Exploration Scientifique de la mer Méditerranée (CIESM) qu’il préside, d’étudier spécifiquement ce problème afin de mettre en place une réglementation adéquate. Le comité de microbiologie de la CIESM propose dès 1965 la création à Monaco d’un laboratoire de contrôle et de recherches microbiologiques.

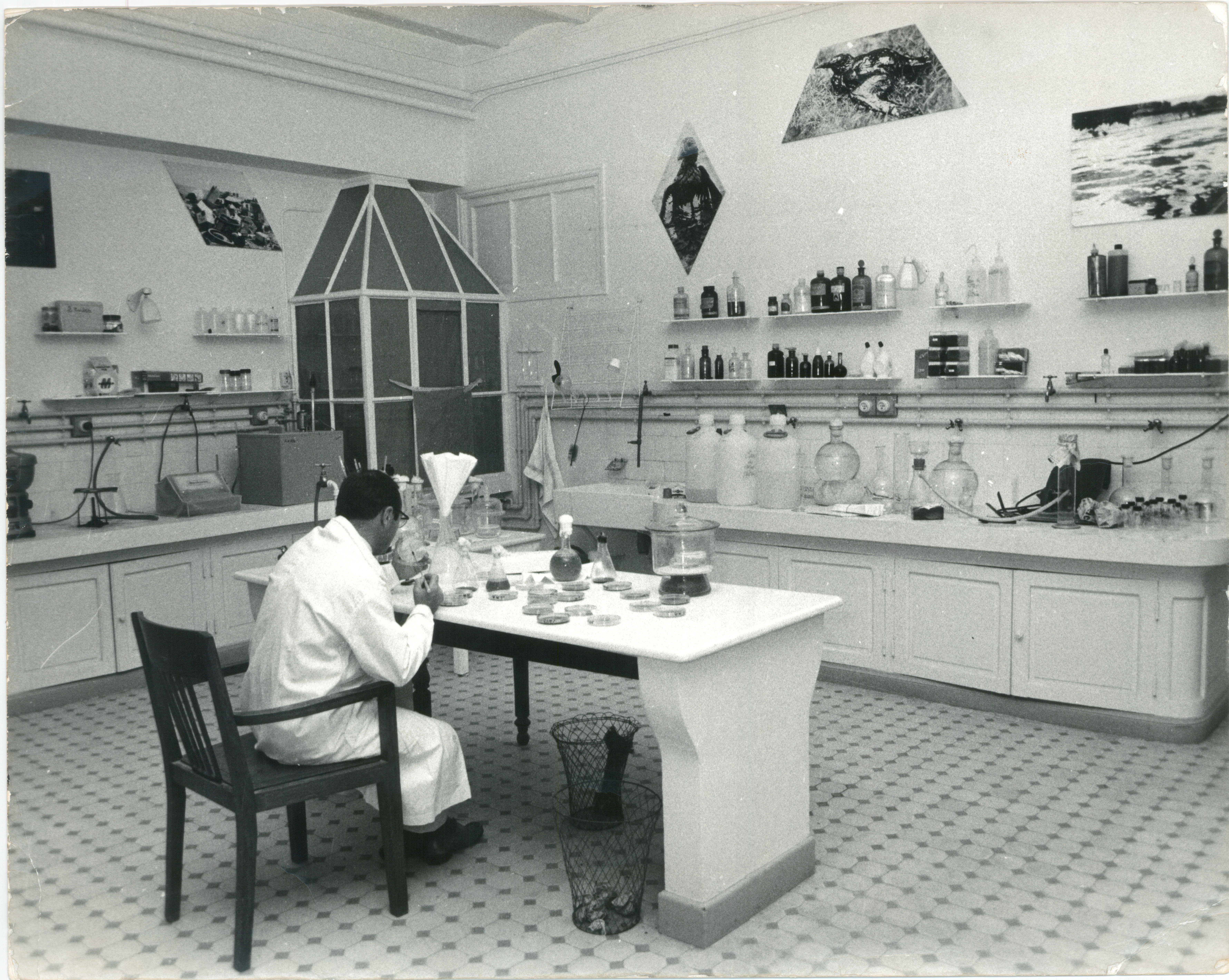
Le laboratoire de microbiologie du Centre scientifique de Monaco installé au rez-de-chaussée de la Mairie de Monaco

Le laboratoire de microbiologie marine est créé fin 1966 au sein du CSM et réalisera dès le début de l’année 1967 des contrôles systématiques de la qualité microbiologique des eaux monégasques. Créé en collaboration avec le Pr Louis Devèze du laboratoire de microbiologie de l’université St. Jérôme à Marseille, ce laboratoire est placé sous la responsabilité scientifique du Pr Raymond Vaissière, alors sous-directeur du Musée océanographique et directeur du laboratoire de biologie générale créé l’année précédente à l’université de Nice.
La diversité des problèmes liés aux pollutions marines conduit le Centre scientifique à développer cette thématique. Le laboratoire de microbiologie marine devient alors le laboratoire de microbiologie et d'études des pollutions marines en 1970 et des collaborations se créent avec de jeunes chercheurs de l’université de Nice (Marc Lafaurie, Jean Jaubert, Gérard Seguin, Gaston Fredj, etc.). En parallèle, le Centre scientifique apporte tout son appui à l’organisation en principauté de grandes manifestations scientifiques, comme l’accueil du XVIIe Congrès international de zoologie en 1972.
Ce laboratoire constituera également la force vive du programme Ramoge (dont l’accord entre l’Italie, France et Monaco sera signé en 1976), dont le Pr Vaissière assurera la présidence du comité technique pendant de nombreuses années. Les membres de ce laboratoire participeront également à plusieurs campagnes océanographiques en Méditerranée, à bord du navire du CSM (le Ramoge), du Musée océanographique (le Winaretta Singer) ou du commandant Cousteau (le Calypso).

##### Unité de chimie (de 1973 à 1990)

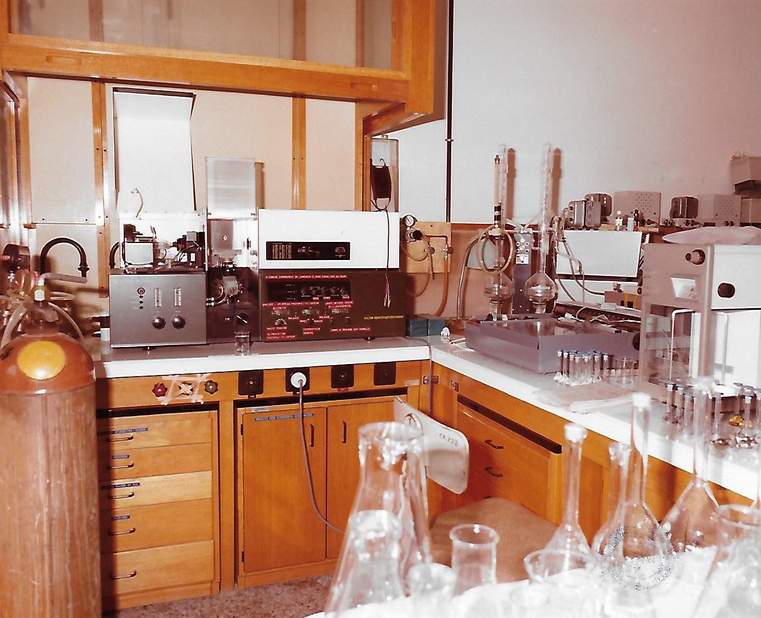
Le laboratoire de chimie du Centre scientifique de Monaco installé au sein du Musée océanographique

En 1973 un programme de chimie est initié au sein du laboratoire de microbiologie et d'études des pollutions marines pour faire face aux problèmes du devenir en mer des détergents. Ce programme sera confié au Dr Jean-Claude Panizzi. Après le départ de ce dernier pour la recherche pharmaceutique privée, le Dr Roland Pucci le remplacera jusqu’en 1980.
À la suite de l’accroissement des activités dans le domaine des pollutions marines, une restructuration des laboratoires a lieu en 1981 et une Unité de chimie est créée avec pour responsable le Dr André Veglia, secondé par les Drs Yolande Thommeret et Roland Pucci.
Le Centre scientifique de Monaco devient en 1974 un point d’appui du Réseau National d'Observations de la qualité du milieu marin français (RNO) et des prélèvements périodiques d’eau de mer, en surface et en profondeur, ont lieu entre Menton et Villefranche-sur-Mer pour lesquels les analyses et les résultats sont transmis à l'IFREMER, organisme chargé du RNO.
En 1990, le Centre scientifique subit une grosse restructuration et les programmes initiés par l’Unité de chimie se poursuivent dans les services administratifs de la principauté chargés de l’environnement : Office monégasque de l’environnement en 1991, puis service de l’Environnement de 1992 à 1998, direction de l’Environnement, de l’Urbanisme et de la Construction (DEUC) de 1999 à 2007. La direction de l’Environnement, créée début 2008, est actuellement chargée de la surveillance de la qualité des eaux côtières.

##### Unité d’océanologie-biologie (de 1975 à 1990)
Le 9 décembre 1974, le prince Rainier III déclare, lors de la séance solennelle d'ouverture du XXIVe congrès-assemblée plénière de la CIESM à Monaco,, mettre à la disposition du Centre scientifique son cadeau de jubilé, le bateau Koralon, afin de pouvoir réaliser un programme d’étude de la pollution marine des eaux côtières d’abord monégasques, étendu par la suite à une zone plus large (zone « Ramoge » et canal de Corse).

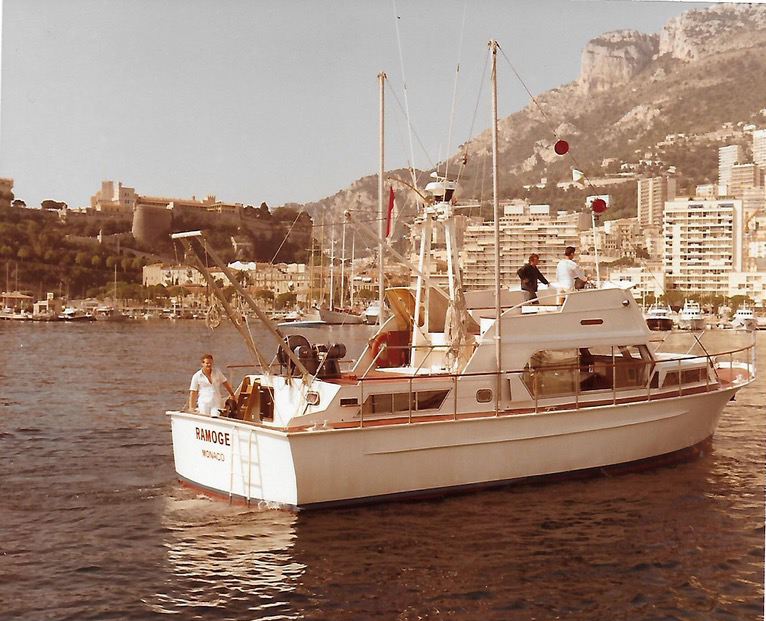
Le Ramoge, navire océanographique du Centre scientifique de Monaco de 1975 à 1990, dans le port de Monaco.

Le bateau subit de grandes modifications pour être transformé en bateau laboratoire et devient alors le bateau laboratoire Ramoge, nom formé à partir des premières syllabes des trois villes qui limitent alors sa zone de compétence : Saint-RAphaël à l’Ouest, MOnaco et GEnes à l’Est.
Pour développer ce programme, l’unité d’océanologie-biologie est créée début 1975, sous la direction du Pr Raymond Vaissière et du Dr Michel Boisson, assisté du Dr Jean-Louis Rapaire, puis à partir de 1986 du Dr Marie-Christine Grillo.
Cette unité est chargée de l’étude de l’écosystème de la mer de Monaco (élaboration de suivis des courants marins, production phytoplanctonique, suivis des populations zooplanctoniques annuelles ainsi que leurs fluctuations pluriannuelles, variations annuelles et pluriannuelles des caractéristiques physico-chimiques des eaux, interactions entre le système pélagique et les sédiments, etc.). Le but de ce programme est d’élaborer, à partir des caractéristiques géomorphologiques, des spécificités hydrodynamiques, physico-chimiques et biologiques ainsi que des apports à la baie de Monaco, un modèle général décrivant le fonctionnement d’un écosystème pélagique côtier semi-fermé. Ce programme s’arrête avec la vente en 1990 du bateau Ramoge et la restructuration du CSM.
En 1986, des programmes axés sur la biologie des organismes marins commencent à se développer. Ainsi un programme d’écotoxicologie cellulaire est conduit par le Dr Denis Allemand, sous la direction du Pr Raymond Vaissière et du Pr Patrick Payan (université de Nice). Ce programme utilise les ovules et les œufs d’oursins comme modèle biologique et indicateur de pollution.
À partir de septembre 1989, les Drs Marie-Christine Grillo et Denis Allemand initient un nouveau sujet d’étude, le corail rouge de Méditerranée (Corallium rubrum), un corail précieux emblématique, présent dans les eaux monégasques. Très rapidement, ces deux chercheurs développent à la fois les moyens techniques (culture du corail rouge, fragmentation expérimentale) et scientifique (physiologie, microscopie) pour étudier la physiologie de cet animal peu connu, et plus particulièrement la formation des structures squelettiques,. Une collaboration est réalisée avec M. Eugène Debernardi, président fondateur de l’Association monégasque pour la protection de la nature (AMPN) pour appliquer ces travaux fondamentaux à la coralliculture in situ à Monaco. Cette expérience visait à exploiter les grandes capacités de régénération du corail afin de multiplier artificiellement les colonies. Cette thématique de recherche allait être l’embryon de la restructuration du CSM en 1990.

#### Laboratoire de neurobiologie moléculaire (de 1971 à 1983)
Le laboratoire de neurobiologie moléculaire est historiquement le deuxième laboratoire le plus ancien du Musée océanographique, après l’Observatoire météorologique.
Créé au début des années 1950 et dirigé par le Dr Jules Richard, directeur du Musée océanographique, les travaux portent sur la neurophysiologie cellulaire, et plus particulièrement sur l’étude de la conduction de l’influx nerveux et l’électrogenèse des membranes biologiques.
En 1956, le laboratoire est alors transformé en laboratoire blindé de 3 m sur 3 m (et 2,60 m de hauteur), fonctionnant comme une cage de Faraday géante. Extérieurement, le blindage est constitué de feuilles de plomb et de cuivre de 1 mm d’épaisseur. L’intérieur est recouvert de boiseries permettant le montage des appareils de mesure. Le Dr Angélique Arvanitaki et son équipe réalisent des recherches sur le modèle aplysie, un mollusque marin communément appelé limace de mer, lièvre de mer ou vache de mer. Ces animaux possèdent des cellules nerveuses de grande taille (jusqu’à 0,5 mm de diamètre, soit de 30 à 500 fois plus large qu'un axone humain), facilitant l’expérimentation.
Les recherches entreprises par le Dr Angélique Arvanitaki avec son mari le Dr Nicolas Chalazonitis sur ce modèle d’invertébrés, s’inscrivent dans la continuité de la découverte de l’anaphylaxie par les docteurs Richier et Portier et obtiennent une reconnaissance mondiale.
Ainsi, en 1963, le Dr Arvanitaki se voit confier la direction du département de neurophysiologie cellulaire dans le nouvel Institut de neurophysiologie et de psychophysiologie (INP) créé à Marseille, jusqu’en 1983 ou, son mari, le Dr Chalazonitis prendra sa succession à la tête du département.
En 1971, le laboratoire de neurobiologie moléculaire devient le quatrième laboratoire à être rattaché au Centre scientifique et est financé principalement par des contrats américains. Les expériences sont effectuées en totalité ou en partie à Monaco, en collaboration avec l’Institut de neurophysiologie et de psychophysiologie de Marseille.
En 1973, la direction de ce laboratoire est confiée au Dr Michel Boisson jusqu’en 1978. Mais des choix stratégiques imposent d’arrêter définitivement les travaux de ce laboratoire en 1983 pour se concentrer plus précisément sur l’océanographie, l’environnement et la pollution marine.

##### Une expérience originale: le magazine de l’océanographie (de 1972 à 1977)
Le magazine de l’océanographie a été créé en 1972 sous l’égide de la Commission nationale monégasque pour l’UNESCO, alors présidée par SEM Arthur Crovetto, également président du CSM, sous la forme d’une émission hebdomadaire diffusée par Radio Monte-Carlo. Animée par la journaliste Cilette Badia, cette émission était réalisée avec le concours d’un comité scientifique composé de chercheurs du CSM (Alain Vatrican, Jacques Séméria, Michel Boisson, Jean-Louis Rapaire) et d’un journaliste (Pierre Dévoluy). Cette émission a abordé toutes les grandes thématiques de l’océanologie physique et biologique en interviewant les personnalités scientifiques éminentes de l’époque. À l’occasion du premier anniversaire du magazine, le prince Rainier III déclarait sur les antennes de Radio Monte-Carlo le 23 juillet 1973 :

« Je pense qu’il faut sans relâche continuer cette mission d’information en favorisant le développement sur vos antennes des thèmes choisis dans le vaste domaine de l’océanographie dont l’étude nous fait remonter aux sources de la vie et aux premiers échanges sociologiques. Il faut donc persévérer pour approfondir sa connaissance, chacun comprendra mieux ainsi l’intérêt collectif de la sauvegarde de la mer et des mesures qui doivent être adoptées d’urgence sur le plan international contre sa pollution dans un effort de coopération générale des peuples de bonne volonté »

Le dernier numéro du magazine paraîtra en août 1977 avec un article sur le corail rouge de Méditerranée.

### De 1990 à 2001, l'Observatoire océanologique européen
En 1990, une modification de la structure du Centre scientifique se met en place. Le laboratoire de microbiologie et d’études des pollutions marines ainsi que l’Observatoire de sismologie et de météorologie cessent leurs activités au sein du Centre scientifique et passe sous l’égide de l’Office monégasque de l’environnement.
Le ministre d'État, SEM Jean Ausseil explique lors d’une séance publique du Conseil national :

« Le transfert de ces activités de contrôle sont motivées par le haut degré de standardisation atteint par les techniques de surveillance de I‘environnement et que le contrôle de la pollution quittera désormais le domaine de la recherche pour entrer dans celui des techniques administratives attachées à la vérification des normes de qualité applicables en matière d'environnement »

Le personnel scientifique et technique du CSM est alors réduit à 3 personnes, les Drs Marie-Christine Grillo, Denis Allemand et M. Claude Emery (technicien de laboratoire). Le secrétaire général du Centre scientifique, M. Patrick Van Klaveren prend la direction de l’Office monégasque de l'environnement du Gouvernement princier en 1992 et le laboratoire de microbiologie et d’études des pollutions marines ainsi que l’Observatoire de sismologie et de météorologie sont pris en charge par cet office.
La nouvelle ligne directrice du Centre scientifique s’oriente désormais vers le domaine de la biologie des organismes marins avec l’étude des coraux, respectant ainsi la tradition océanographique de la principauté instaurée par le prince Albert Ier.
En 1990, l’Observatoire océanologique européen (OOE), dont la direction est confiée au Pr Jean Jaubert, (professeur à l'université de Nice) est créé au sein du Centre scientifique pour faire suite à l’adhésion de la principauté à l’accord partiel ouvert en matière de prévention, de protection et d'organisation des secours contre les risques naturels et technologiques majeurs (accord EUR-OPA),.
La mission de l’OOE est de développer des recherches avec pour objectifs la prévention des risques écologiques majeurs et la régénération des milieux dégradés en étudiant l’effet des modifications climatiques sur les écosystèmes coralliens, choisis en raison de leur sensibilité particulière aux changements climatiques.
Ainsi, une équipe de physiologie et biochimie corallienne est créée en 1990 au sein de l’OOE et commence à accueillir des étudiants en thèse de différentes nationalités. Dirigée par le Pr Denis Allemand, l’équipe passe sous la direction du Dr Sylvie Tambutté en 2008.
Une deuxième équipe d'écophysiologie et écologie corallienne se met en place en 1993, pour développer des recherches pluridisciplinaires de l'organisme à l’écosystème. Dirigée par le Dr Jean-Pierre Gattuso, elle passe sous la direction du Dr Christine Ferrier-Pagès en 2000.
Ces deux équipes partagent un même thème de recherche, l’étude de la biominéralisation et la symbiose, processus biologiques clés au sein des écosystèmes coralliens, de l'échelle moléculaire et cellulaire à l'échelle de l'organisme.
En 1994, à la suite de la prolifération en Méditerranée de l'algue tropicale Caulerpa taxifolia une troisième équipe d'écologie expérimentale est créée de façon temporaire à la demande du Gouvernement princier, dirigée par le Pr Jean Jaubert et animée par le Dr John Chisholm. Son activité cessera en 2001.

### De 2001 à nos jours
En octobre 2001, les activités liées à l'accord partiel ouvert du Conseil de l'Europe se recentrent sur des problèmes liés à la sécurité civile et passent alors sous la tutelle du délégué permanent de la principauté de Monaco auprès des organismes internationaux.
Le 1er octobre 2001, le Pr Denis Allemand prend la direction scientifique du CSM. Il devient ainsi le premier directeur scientifique du Centre scientifique de Monaco.

#### Création du département de biologie marine - 2001

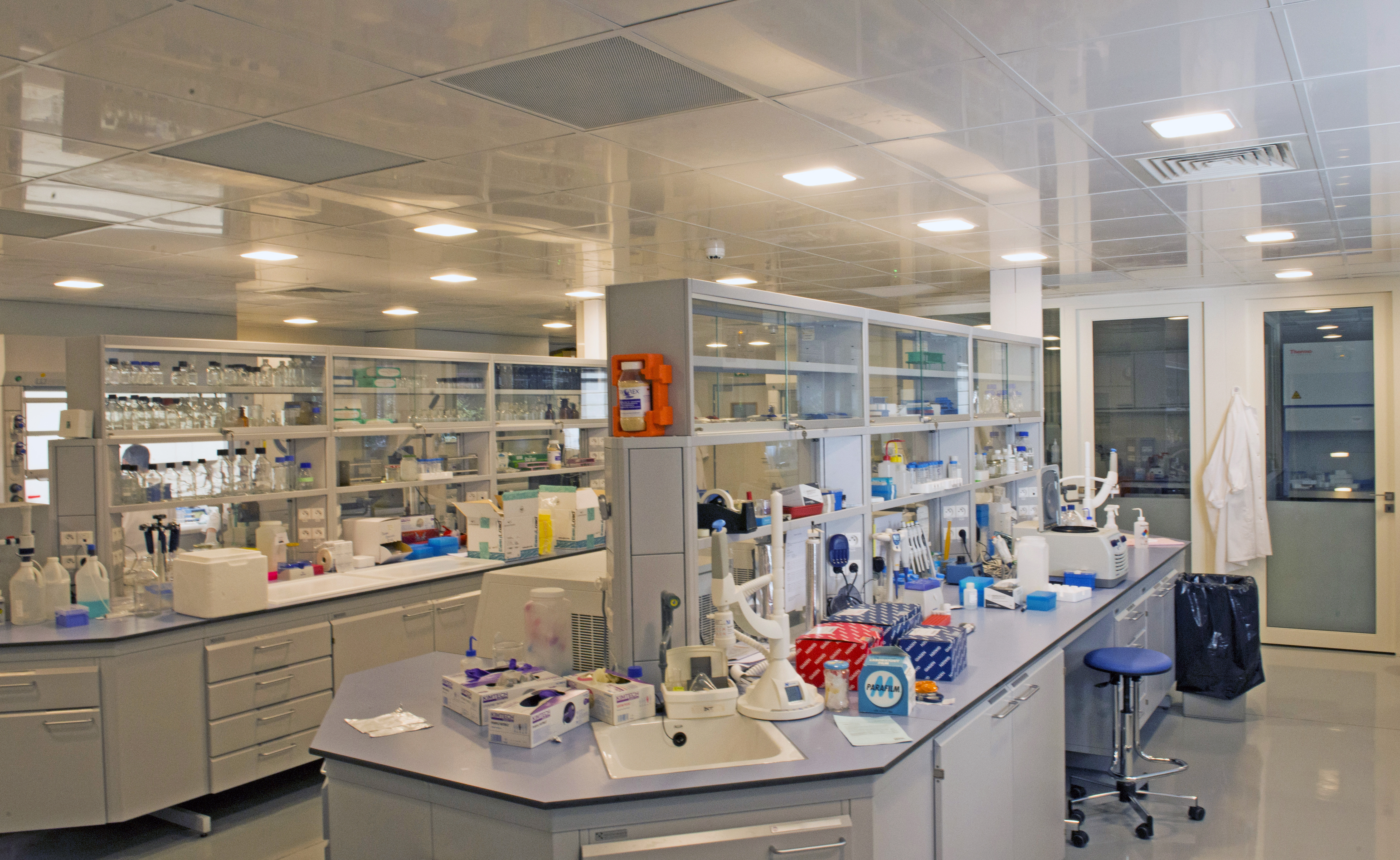
Laboratoire de biologie marine du Centre scientifique de Monaco

Les activités du CSM dans le domaine de la biologie marine sont recentrées autour des mécanismes de la biominéralisation et de la symbiose marine, avec pour principal objet d’étudier les coraux constructeurs de récifs, le corail rouge de Méditerranée et les organismes apparentés (coraux profonds, gorgones, anémones de mer, etc.). Cette thématique de recherche est toujours active à ce jour sous le nom de département de biologie marine et intègre les deux équipes créées dans le cadre de l'Observatoire océanologique européen, l'équipe de physiologie et biochimie et l'équipe d'écophysiologie et écologie.
En octobre 2008, à la suite du 2e symposium international « L’océan dans un monde riche en CO2 », SAS le prince Albert II signe la Déclaration de Monaco recommandant un rapprochement entre économistes et scientifiques,. Les laboratoires de l’AIEA et le Centre scientifique mettent alors en place un groupe de recherche, « The Monaco Environment and Economics Group » (MEEG), piloté par le Dr Nathalie Hilmi, macroéconomiste, pour établir des liens entre les sciences de l’environnement et l’économie.
Une thématique de recherche intitulée « économie environnementale » rejoint le département de biologie marine en 2010, avec comme triple objectif :
1. de déterminer les impacts socio-économiques de l’acidification des océans et plus largement des changements climatiques,
2. d’évaluer la valeur économique des récifs coralliens et l’impact des modifications anthropiques sur cette valeur,
3. plus largement de développer des scénarios de politique environnementale compatibles avec le développement durable pour permettre d’effectuer des recommandations aux décideurs politiques.

Ainsi le département de biologie marine est constitué par les deux équipes de biologie « historiques » du CSM, l'équipe de physiologie et biochimie, dirigée par le Dr Sylvie Tambutté et l'équipe d’écophysiologie et écologie, dirigée par le Dr Christine Ferrier-Pagès, travaillant sur les mécanismes biologiques à la base du fonctionnement des écosystèmes coralliens, tropicaux (récifs coralliens) et tempérés (coraux froids, coralligène) du gène à l’écosystème, ainsi que par une thématique d’Économie environnementale, pilotée par le Dr Nathalie Hilmi, permettant de définir la sensibilité des populations humaines aux changements climatiques, et plus particulièrement à l’acidification des océans.

#### Création du département de biologie polaire - 2011

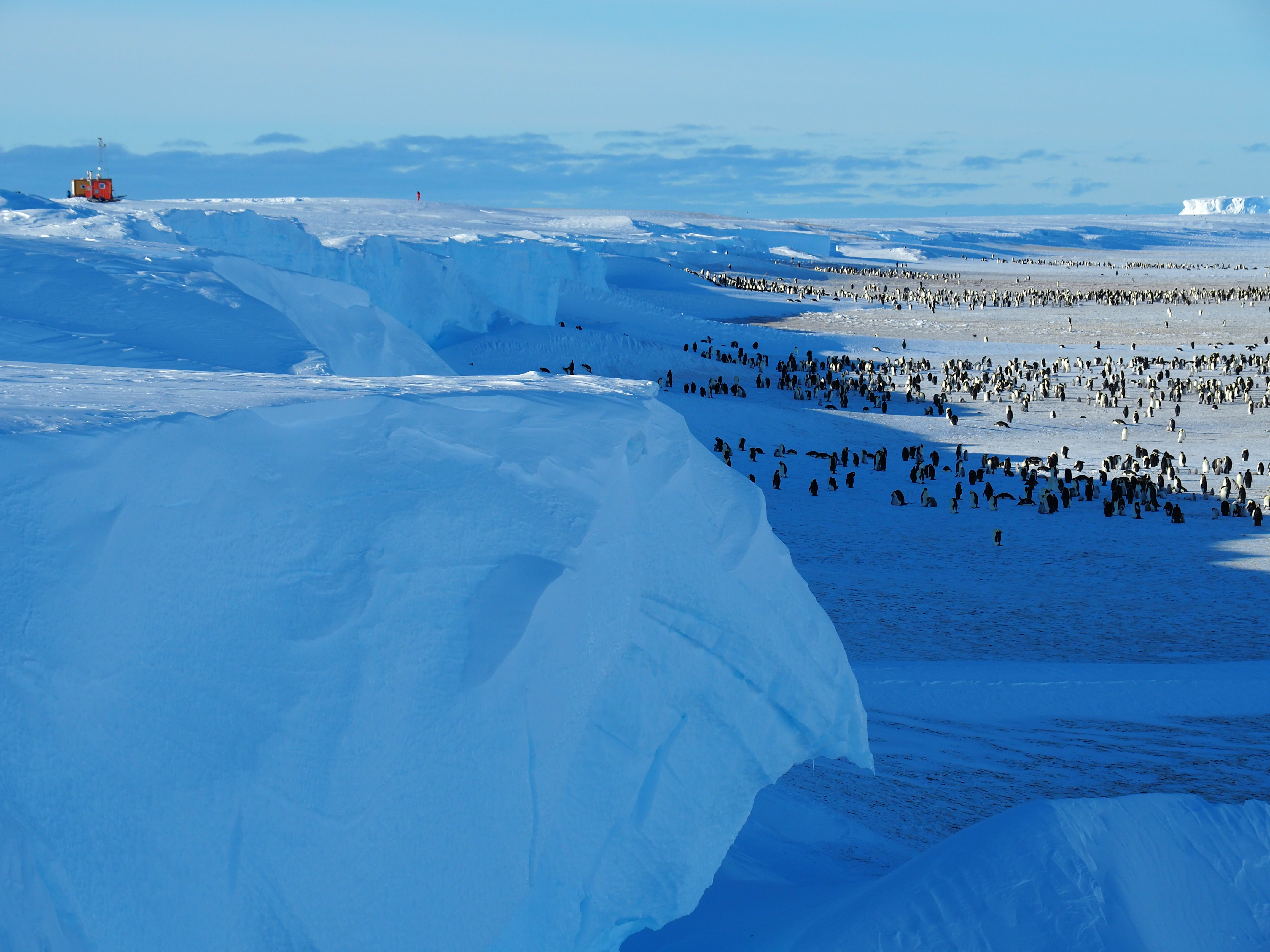
Colonie de manchots empereurs de la Baie d'Atka et modules d'observation, dont l’Observatoire du Vivant automatisé SPOT "Single Penguin Observation and Tracking" (Terre de la Reine Maud, Antarctique).

L’étude des milieux polaires est inscrite dans la tradition scientifique de la principauté de Monaco. En effet, le prince Albert Ier a effectué au début du XXe siècle, quatre campagnes d’explorations (1898, 1899, 1906 et 1907) au Spitzberg et donnera le nom de la principauté à un glacier situé sur la Côte Nord-Ouest de l’archipel du Svalbard devenu le glacier de Monaco (Monacobreen). Plus récemment, le Centre scientifique de Monaco a hébergé un comité arctique, présidé par le Pr Louis Rey, professeur à la faculté des sciences de Dijon. Ce comité, créé en 1979 à la suite de la conférence sur les mers polaires tenue en principauté en février 1979 sous la présidence du prince Rainier III,, avait non seulement pour mission de servir de plateforme d’échanges d’idées et d’atelier de réflexion sur les questions arctiques mais également d’encourager des expéditions pluridisciplinaires dans l’Arctique pour y effectuer des recherches scientifiques.
À l’occasion d’une mission effectuée en Antarctique, en janvier 2009, le prince Albert II avait souhaité que le CSM anime une activité scientifique. Celle-ci fut réalisée en collaboration avec le Dr Yvon le Maho, alors responsable de l’équipe écologie fonctionnelle du département écologie, physiologie et éthologie de l’Institut pluridisciplinaire Hubert-Curien (IPHC) à Strasbourg.
Devant le succès de cette collaboration, le prince Albert II a souhaité pérenniser une activité de recherche sur les milieux polaires au sein du CSM. Une convention est signée le 30 novembre 2010, dans la salle de conférences du Musée océanographique, à l’occasion des 50 ans du CSM, entre le CSM, l’Institut écologie et environnement (INEE) du CNRS et l’université de Strasbourg,. Cette convention prévoyait la création d’un laboratoire international associé (LIA 647) dévolue à l’étude de la biodiversité au sein des milieux sensibles aux changements climatiques sous l’acronyme « Biosensib », le département de biologie polaire est créé en octobre 2011.
Au sein de ce département, le programme du LIA 647, copiloté par les Drs Yvon Le Maho et Denis Allemand, prévoyait, par une approche pluridisciplinaire comparative, d’étudier les mécanismes de sensibilité et d’adaptation des coraux constructeurs de récifs et les populations de manchots, prédateurs supérieurs. Ce programme a été remplacé en 2018 par la création d'un réseau thématique pluridisciplinaire international (RTPI) Nutrition et résistance aux stress environnementaux (NUTRESS), piloté par les Drs Christine Ferrier-Pagès et Céline Le Bohec.
Le département est à ce jour, structuré en deux axes :
1. Observatoires du vivant, piloté par le Dr Céline Le Bohec, et
2. Intelligence artificielle, piloté par les Drs Victor Planas-Bielsa et Yvon Le Maho.

#### Création du département de biologie médicale - 2013
En 2009, le Gouvernement princier souhaite favoriser la recherche clinique en principauté. Le Centre scientifique de Monaco sera chargé de la mission d’organiser un appel à projets annuel afin de promouvoir et de financer la recherche clinique pour l’ensemble des praticiens hospitaliers intervenant dans les différents services médicaux de la principauté (centre hospitalier Princesse-Grace (CHPG) - Institut monégasque de médecine du sport (IM2S) - centre cardio-thoracique de Monaco (CCM)). Pour ce faire, le CSM lance chaque année, depuis 2009, un appel d’offres pour des projets de recherche clinique devant se dérouler en principauté de Monaco. Les projets soumis sont évalués par un comité d’experts externes et par les membres du Comité de perfectionnement du CSM. Les projets sélectionnés sont financés, accompagnés et assistés dans leur mise en œuvre et leur réalisation.
En 2012, une autre composante, étiquetée « Santé - Climat - Environnement », essentiellement axée sur les conséquences pour la santé humaine des changements environnementaux, voit le jour. Elle mène des actions d’enseignement, de formation et de communication scientifique (enseignement en ligne consacré aux conséquences du changement climatique sur la santé) qui s’articulent autour de partenariats en principauté de Monaco et à l’international. Ces deux activités, intégrées au sein d'un « pôle santé humaine » sont dirigées par le Dr Hervé Raps. Depuis 2016, le Pôle santé humaine est devenu le centre collaborateur de l’OMS pour la santé et le développement durable et ses activités sont désormais orientées majoritairement vers les liens entre les océans et la santé humaine.
Grâce à un partenariat avec le Gouvernement de Monaco, soutenu par le prince Albert II, l’Association Eurocord Paris signe une convention avec le Centre scientifique de Monaco en 2012, permettant ainsi la gestion de l’Observatoire international sur la drépanocytose appelé Monacord. Cet observatoire, placé sous la direction du Pr Éliane Gluckman (professeur émérite à l’université Paris-Diderot), développe des études sur l’utilisation des greffes de cellules souches hématopoïétiques dans le traitement de cette maladie,.
Le 1er octobre 2013, afin d’accroître ses capacités de recherche, le CSM, localisé jusqu’alors dans les sous-sols du Musée océanographique, déménage dans des locaux mieux adaptés aux contraintes modernes de la recherche et bénéficie alors de 2 500 m2 répartis sur deux niveaux dans le bâtiment sis 8 quai Antoine 1er,.

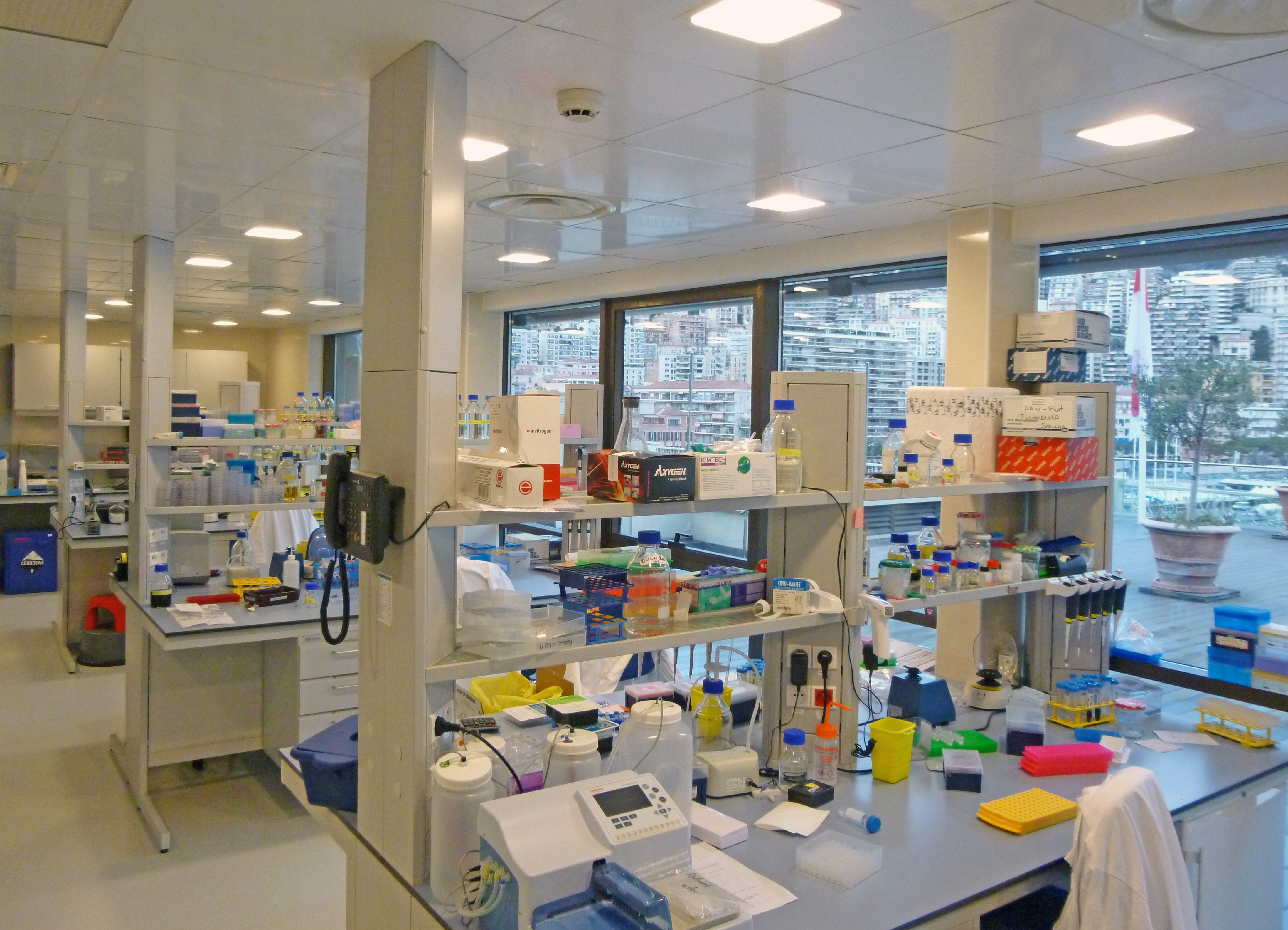
Laboratoire de biologie médicale du Centre scientifique de Monaco

Un département de biologie médicale est alors créé et intègre, dans les nouveaux locaux, le pôle santé humaine et l’Observatoire international sur la drépanocytose. Ce nouveau département se voit également adjoindre deux équipes de recherche créées afin de dynamiser et de favoriser la recherche translationnelle en développant des thérapies innovantes contre le cancer,. L’équipe mécanismes de résistance aux thérapies ciblées (initialement nommée, Angiogenèse tumorale) et l’équipe hypoxie tumorale et métabolisme, travaillent sur les mécanismes régulant la vascularisation des tumeurs et les propriétés métaboliques des cellules tumorales, comme cible potentielle de traitements anticancéreux originaux, en collaboration avec l’Institut de recherche sur le cancer et le vieillissement de Nice (IRCAN) affilié à l’université Côte d’Azur ainsi qu’à l’INSERM et le CNRS. Ces équipes sont respectivement animées par le Dr Gilles Pagès (directeur de recherche INSERM), et le Dr Jacques Pouysségur (directeur de recherche émérite CNRS, membre de l'Académie des sciences française).
Une troisième équipe biothérapies appliquées aux handicaps neuromusculaires, créée dans le cadre d’un laboratoire international associé (LIA BAHN) entre le CSM et l’université de Versailles-Saint-Quentin-en-Yvelines (UVSQ), rejoint le département en octobre 2014. Bénéficiant de financements de l'Association Monégasque contre les Myopathies (AMM), cette équipe est dirigée par le Dr Luis Garcia (directeur de recherche CNRS), et se consacre à mettre au point des thérapies innovantes dans le domaine des myopathies.
Une quatrième équipe rejoint le département de biologie médicale en mars 2015. L'équipe écosystème et immunité (initialement, écosystème intestinal) est une équipe pluridisciplinaire formée de chercheurs issus de la recherche médicale et de la recherche en écologie moléculaire marine. Ses recherches sont axées sur une meilleure compréhension de la relation hôte-pathogènes dans divers modèles (rongeurs, cellules humaines en culture et un organisme marin l'anémone Exaiptasia pallida) afin de définir des nouvelles stratégies pour combattre les infections. Cette équipe, dirigée par le Dr Dorota Czerucka, est en partie financée par une entreprise pharmaceutique.

## Rôle

### Les missions
Les missions dévolues au CSM sont identiques à celles des grands organismes de recherche :
1. Être un acteur de la recherche scientifique : Les missions de base du CSM sont la recherche scientifique fondamentale et appliquée, le conseil auprès du Gouvernement princier, des organismes monégasques et des industriels qui le sollicite.
2. Valoriser des résultats : Technologies, développement durable, questions de société, le CSM entend faire bénéficier la société des avancées accomplies. Pour cela, de nombreux dispositifs de transfert et de valorisation sont mis en place, notamment avec les partenaires scientifiques.
3. Partager les connaissances : Le CSM donne accès aux travaux et aux données de la recherche car ils font partie d’un patrimoine commun. Ce partage du savoir vise différents publics : communauté scientifique, médias, grand public.
4. Former par la recherche : Le CSM est également un centre de formation des jeunes chercheurs, dans le cadre de formations universitaires supérieures pour l’élaboration de leur thèse (affilié aux écoles doctorales des universités Côte d’Azur, Sorbonne université et université de Strasbourg). Il accueille également des chercheurs postdoctoraux et de nombreux collaborateurs étrangers.
5. Contribuer à la politique scientifique : Le CSM participe à la stratégie nationale de recherche avec ses partenaires, notamment sur les grands sites universitaires français. Il réalise également des évaluations et des expertises sur des questions de nature scientifique et conseille le gouvernement princier ainsi que divers instituts monégasques.

À ces missions classiques, l'ordonnance souveraine No 8326 du 30 octobre 2020, y adjoint une activité d'analyse biologique.

### Les grands axes stratégiques du CSM

#### Recherche fondamentale
La recherche fondamentale est capitale au CSM puisque sa création était motivée par le développement d’une recherche d’excellence, héritage d’une longue tradition en principauté. Aujourd’hui, les principaux thèmes de recherche fondamentale concernent :
1. La biologie des coraux (incluant les coraux constructeurs de récifs, les coraux profonds, les coraux mésophotiques, les coraux précieux et les organismes apparentés, les anémones de mer et gorgones) au sein du département de biologie marine.
2. La biologie et la génétique des populations de manchots et plus largement des oiseaux prédateurs polaires, au sein du département de biologie polaire.
3. L’étude des mécanismes de l’immunité innée impliqués dans la défense vis-à-vis des infections touchant les Invertébrés et l’homme (principalement dans le cadre du microbiote gastro-intestinal des Vertébrés et de modèles Cnidaires) au sein du département de biologie médicale.
4. La biologie et le métabolisme des tumeurs à croissance rapide soumises aux stress hypoxiques, nutritionnel ou oxydant pour identifier de nouvelles cibles à potentiel thérapeutique au sein du département de biologie médicale.
5. À ces recherches biologiques s’ajoute un axe de recherche en économie de l’environnement développé au sein du département de biologie marine.

#### Recherche translationnelle
La recherche translationnelle est une recherche dont le but est d'être rapidement applicable au patient. C’est une recherche qui assure le lien entre la recherche fondamentale et la recherche clinique.
Deux thèmes sont actuellement développés :
1. La cancérologie, une thématique qui est un pôle d'excellence du centre hospitalier Princesse-Grace (CHPG). En partenariat avec l'université Côte d'Azur, deux équipes du CSM se consacrent à élucider les processus qui gouvernent la production des métastases cancéreuses, en particulier dans le cadre des cancers pédiatriques.
2. Les maladies génétiques. En partenariat avec l'université de Versailles, une équipe se consacre à mettre au point des thérapeutiques innovantes dans le domaine des myopathies.

Ces collaborations CSM-universités-INSERM-CNRS font l'objet de conventions afin de permettre d'accueillir au CSM des chercheurs issus des organismes de recherche européens et dynamiser ainsi la recherche médicale en principauté.

#### Recherche clinique
La première action médicale initiée par le CSM en 2008, grâce au Gouvernement princier, consiste à supporter des activités de recherche clinique pour l’ensemble des praticiens hospitaliers intervenant dans les différents services médicaux de la principauté (centre hospitalier Princesse-Grace, Institut monégasque de la médecine et du sport et centre cardio-thoracique). Ainsi, tous les ans après un appel d'offres rigoureux et une évaluation stricte, plusieurs programmes de recherche au lit du malade sont financés puis accompagnés et assistés dans leur mise en œuvre et leur réalisation par le CSM. Chaque année, une dizaine de projets sont soumis au Comité de perfectionnement du CSM. En 2012, le CSM accueille l’observatoire international sur la drépanocytose, Monacord. La drépanocytose est une maladie génétique affectant les globules rouges. L’équipe Monacord développe des études cliniques sur l’utilisation des greffes de cellules souches hématopoïétiques dans le but d’établir des protocoles pour le traitement de cette maladie et de mettre en place des études immunogénétiques et cliniques pour mieux sélectionner les donneurs des cellules souches hématopoïétiques et optimiser les nouvelles thérapies cellulaires.

#### Brevets
Dans le cadre de ses travaux de recherche, le Centre scientifique a déposé plusieurs brevets, dont l’un a été valorisé par la création d’une Start-Up dénommée Coraliotech, incubée par MonacoTech.

### Les Thématiques de recherche
- Biologie Marine
  - Coraux et récifs coralliens
  - Biominéralisation
  - Acidification des océans
  - Symbiose
- Biologie Médicale
  - Cancer
  - Ecosystèmes et Immunité
  - Maladies génétiques
  - Environnement et santé humaine
  - Recherche clinique
- Biologie Polaire
  - Ecologie comportementale
  - Démographie des populations
  - Innovations technologiques
- Autres thématiques
  - Politique environnementale
  - Développement durable

## Organisation et personnel

### La gouvernance
Créé en 1960 par l'ordonnance-loi 690 du prince Rainier III, le CSM voit ses statuts modifiés par la loi no 780 du 9 juin 1965 qui lui adjoint un comité scientifique, appelé comité de perfectionnement « chargé d’en orienter les recherches et travaux ». Ce Comité, composé d’experts mondialement reconnus dans leur discipline, ayant ou ayant eu des responsabilités dans des grands organismes scientifiques internationaux, se réunit généralement une fois par an, afin d’évaluer les activités du CSM et de formuler des recommandations sur la politique de recherche. L’ordonnance souveraine no 5100 du 15 février 1973 modifie l’organisation administrative du CSM en y adjoignant un directeur administratif et un agent comptable.

#### Le conseil d’administration
Le CSM est administré depuis sa création par un conseil d'administration. Il est aujourd'hui composé de quinze membres qui ont été nommés conformément aux dispositions de l'article premier de l’ordonnance no 8.253, du 11 septembre 2020 :
- Cinq fonctionnaires appartenant respectivement au département de l'Intérieur, au département des Finances et de l'Économie, au département des Affaires sociales et de la Santé, au département de l’Équipement, de l’Environnement et de l’Urbanisme et au département des Relations extérieures et de la Coopération ;
- Le président du Conseil national ;
- Le président du Comité de perfectionnement ;
- Huit personnalités choisies en raison de leurs compétences.

La durée du mandat des membres du conseil d'administration est fixée à trois ans.
Dans les conditions et en la forme prévues par l'article premier de l’ordonnance no 5.100 du 15 février 1973, un commissaire du Gouvernement est délégué auprès du conseil d'administration du Centre scientifique de Monaco.
|                            | Début Mandat | Fin Mandat |
| -------------------------- | ------------ | ---------- |
| SEM Arthur Crovetto        | 05/07/1960   | 27/07/1976 |
| SEM César Charles Solamito | 28/07/1976   | 19/05/1992 |
| M. Rainier Imperti         | 20/05/1992   | 19/10/1995 |
| M. José Badia              | 20/10/1995   | 20/01/1998 |
| M. Roger Passeron          | 21/01/1998   | 10/06/2008 |
| Pr Patrick Rampal          | 11/06/2008   | 28/02/2025 |

#### Le Comité de perfectionnement
Le conseil d’administration est assisté dans l’accomplissement de sa mission par un Comité de perfectionnement obligatoirement consulté sur l’activité scientifique de l’établissement et sur l’orientation de ses recherches et de ses travaux. Il est composé aujourd'hui de 18 membres, désignés en raison de leur compétence par ordonnance souveraine pour une durée de trois ans. Le Comité de perfectionnement actuel a été nommé par l’ordonnance no 8.341 du 13 novembre 2020.
|                            | Début Mandat | Fin Mandat |
| -------------------------- | ------------ | ---------- |
| M. Emile Girardeau         | 24/08/1965   | 08/06/1971 |
| M. Bertrand Goldschmidt    | 09/06/1971   | 19/05/1992 |
| SEM César Charles Solamito | 20/05/1992   | 20/01/1998 |
| Dr Michel Borghini         | 21/01/1998   | 04/12/2001 |
| Pr Dominique Doumenc       | 05/12/2001   | -          |

#### La Direction du CSM
La gestion administrative et comptable du CSM est assurée par un secrétaire général et un agent comptable, fonctionnaires nommés par ordonnance souveraine, sous le contrôle du conseil d'administration.
Après avoir été assurée par des responsables d'équipe, la gestion scientifique de l'établissement est aujourd'hui assurée par un directeur scientifique nommé en Conseil de Gouvernement.
|                         | Début Mandat | Fin Mandat |
| ----------------------- | ------------ | ---------- |
| M. Alain Vatrican       | 01/06/1969   | 23/02/1987 |
| M. Patrick Van Klaveren | 01/09/1987   | 30/04/1992 |
| M. Michel Boisson       | 01/01/1999   | 14/09/2008 |
| Mme Corinne Gaziello    | 15/09/2008   | 30/06/2019 |
| Mme Delphine Frappier   | 01/10/2019   | -          |

|                   | Début Mandat | Fin Mandat |
| ----------------- | ------------ | ---------- |
| Pr Denis Allemand | 01/10/2001   | 31/12/2024 |

### Effectifs
Les effectifs du CSM comprennent du personnel permanent (environ 60 %) et non permanent (environ 40 %, incluant les chercheurs postdoctoraux, doctorants, étudiants en stage, etc.). Le personnel scientifique est à peu près représenté par 50 % de chercheurs et 50 % de techniciens et ingénieurs.
Les femmes occupent une place importante dans l’effectif avec plus de 50 % de son effectif (51 % pour son personnel permanent et 55 % pour son personnel non permanent en 2018).
L’Institut monégasque de la statistique et des études économiques (IMSEE) donne tous les ans une analyse réactualisée de l’évolution du personnel.

### Production scientifique
Comme tout centre de recherche, le CSM produit à la fois des publications scientifiques dans des revues internationales à comité de lecture (peer-reviewed), des ouvrages ou chapitres d’ouvrages, des communications à des congrès, des rapports internes, des publications destinées au grand public, etc.
L’Institut monégasque de la statistique et des études économiques en donne tous les ans une analyse réactualisée par le biais d'un rapport annuel.

### Evaluation des chercheurs
Les travaux du CSM sont évalués comme dans les autres pays. Cette évaluation a lieu à Monaco tous les 3 ans et est réalisée par le Comité de perfectionnement du CSM.

### Nominations et Décorations
- Membres de l’Académie des sciences française :
  - 1993 Dr Yvon Le Maho[77]
  - 2007 Dr Jacques Pouysségur[78]
- Membres de l’Académia Europaea :
  - 1999 Dr Yvon Le Maho[79] (biologie des organismes)
  - 2001 Dr Jacques Pouysségur[80] (biochimie et biologie moléculaire)
  - 2013 Pr Denis Allemand[81] (biologie des organismes)
- Membres de l'ordre des Palmes académiques :
  - 2010 Pr Patrick Rampal (officier)[82]
  - 2016 Pr Denis Allemand (officier)[83]
- Ordre national du Mérite :
  - 2017 Pr Eliane Gluckman (grand officier)[84]
  - 2009 Dr Jacques Pouysségur (chevalier)[85]

## Les départements de recherche

### Département de biologie marine
Le département de biologie marine est composé de deux équipes et d'une thématique :
- Équipe écophysiologie et écologie
- Équipe physiologie et biochimie
- Thématique économie environnementale

Le département de biologie marine développe des travaux de recherche sur les écosystèmes coralliens du gène au socio-écosystème.

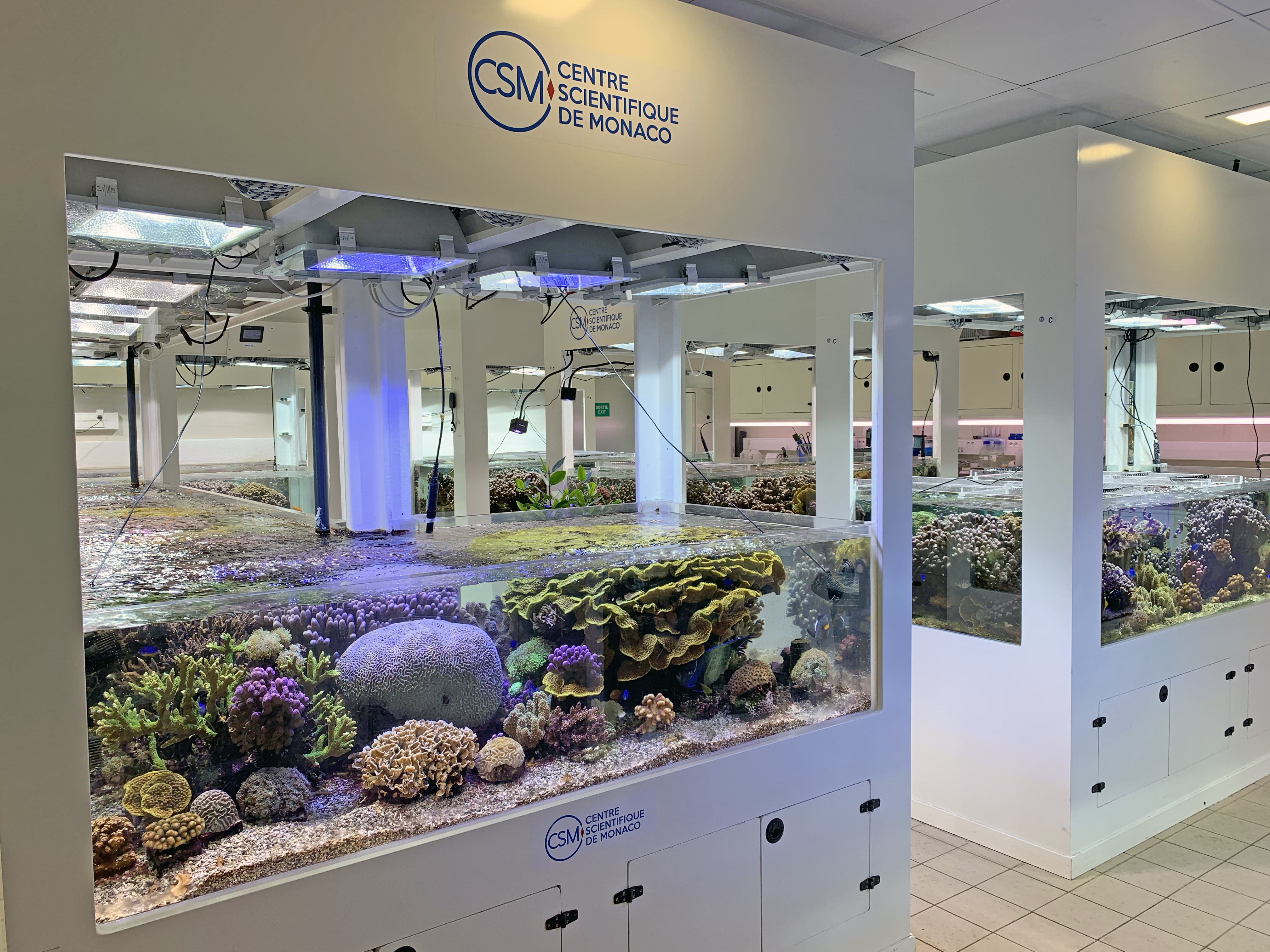
Grande salle des aquariums du Centre scientifique de Monaco

Les objectifs de l'équipe de physiologie et biochimie corallienne sont restés inchangés depuis sa création : les mécanismes d’adaptation des Cnidaires à la symbiose et les mécanismes à la base de la formation des squelettes coralliens, processus appelé biominéralisation en allant d’une échelle du gène jusqu’à l’organisme. Dans ce dernier thème, l’équipe vise à comprendre comment un organisme contrôle la formation de son squelette (apport en ions, rôle de la matrice organique) et comment ce processus répond au changement climatique et notamment à l’acidification des océans. Cette équipe comporte un directeur de recherche, trois chargés de recherche et deux techniciens supérieurs ayant des expertises en biologie moléculaire, en physiologie, microscopie, biochimie ou bio-informatique. Comme toutes les autres équipes du CSM, l’équipe de physiologie et biochimie corallienne accueille également des étudiants (Masters, doctorants) et des chercheurs postdoctoraux.
L’équipe écophysiologie et écologie corallienne a pour objectif de comprendre les processus de la symbiose et de la biominéralisation en les étendant à l’échelle de l’organisme à l’écosystème corallien. Ainsi sont plus particulièrement étudiés le rôle des partenaires symbiotiques (algues Dinoflagellés, bactéries, archées, virus, champignons) dans le fonctionnement de la symbiose et les effets des changements anthropiques sur les coraux et les écosystèmes coralliens. Parmi les outils utilisés, les isotopes stables et les éléments traces servent de marqueurs des changements environnementaux et du statut trophique des coraux. L’équipe est composée d’un directeur de recherche, de trois chargés de recherche et de deux techniciens supérieurs ayant des expertises en écologie, microbiologie et bio-informatique, ainsi que d’étudiants (masters, doctorants) et de chercheurs postdoctoraux.
La thématique économie environnementale a pour objectif d'établir des liens entre les économistes et les scientifiques pour apporter des recommandations aux décideurs politiques, de manière à évaluer plus précisément l'étendue des impacts socio-économiques et les coûts d'une action contre l'inaction, en matière d'émissions de carbone et d’évaluer en terme économique les conclusions des scientifiques. Trois axes de recherche sont développés : les impacts socio-économiques du changement climatique et de l’acidification des océans, l’évaluation et la valorisation des récifs coralliens et les politiques économiques et le développement durable.

#### Culture des coraux

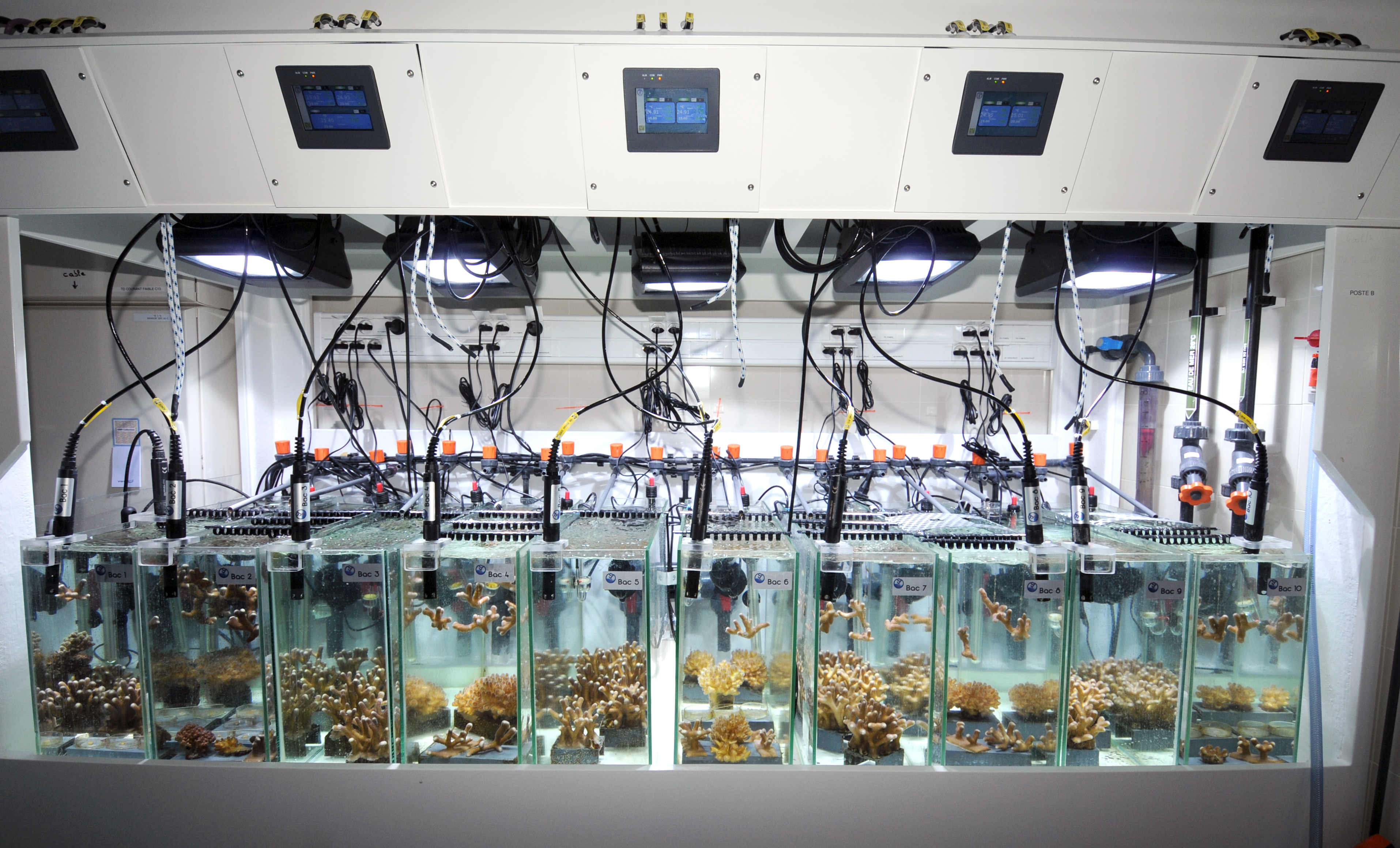
Aquariums expérimentaux du Centre scientifique de Monaco

Depuis les premiers travaux du CSM sur le corail rouge, à la fin des années 1980, les chercheurs du CSM ont développé des méthodes de fragmentation des colonies coralliennes et de culture dans des conditions contrôlées. Ces méthodes développées initialement sur le corail rouge, ont été appliquées avec succès au début des années 1990 aux coraux scléractiniaires (coraux constructeurs de récifs, coraux tempérés, coraux d’eau froide). Les méthodes de fragmentation permettent de multiplier, à partir d’une colonie initiale, le corail pour en faire sa culture et pour produire des micro-colonies qui seront utilisées pour réaliser des expériences scientifiques et varient selon les espèces.
La culture de coraux en conditions contrôlées permet, à la fois d’éviter les prélèvements dans le milieu naturel, de produire de grandes quantités de matériel biologique utilisable pour les expériences scientifiques, mais aussi de produire un matériel stable génétiquement et physiologiquement (c’est-à-dire non soumis aux fluctuations du milieu extérieur).

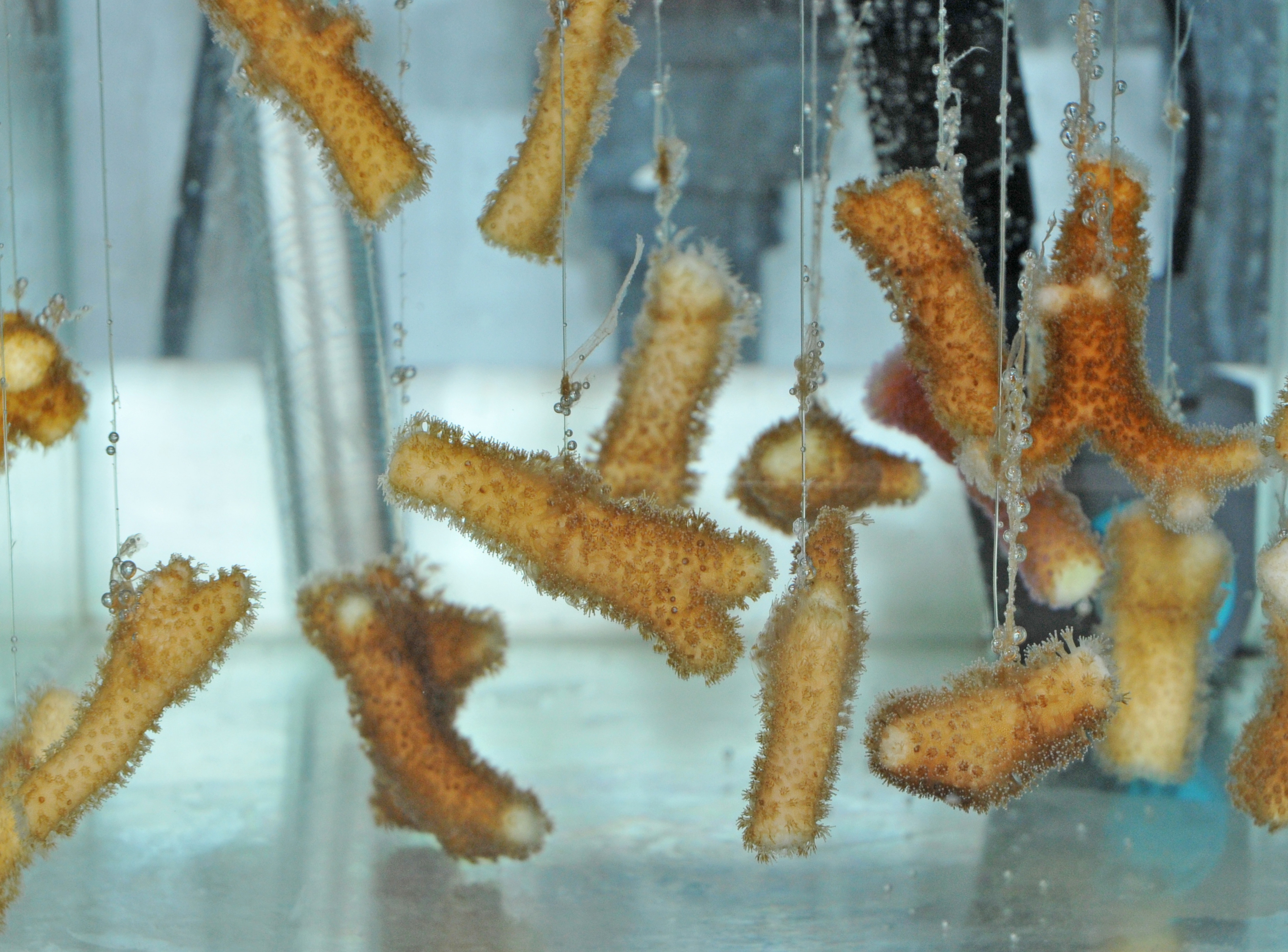
Boutures de corail Stylophora pistillata

Aujourd’hui, totalement optimisés, le bouturage et la culture des coraux en conditions contrôlées sont réalisés au CSM au sein de deux salles de culture et de cinq salles expérimentales toutes alimentées en eau de mer courante. L’eau est pompée en mer à 50 mètres de profondeur devant le Musée océanographique, les aquariums sont équipés de capteurs de pH, de température et d'oxygène connectés à une centrale d'alarme pour signaler les problèmes de régulation et surveillés 24h/24 à distance via le web. Cet équipement représente environ 20 tonnes d'eau de mer au dernier étage d’un immeuble.
Parmi les espèces cultivées dans les aquariums, le CSM utilise le corail tropical Stylophora pistillata, qui est devenu l'espèce modèle utilisée depuis par de nombreuses autres équipes de recherche à travers le monde. Le CSM a d’ailleurs séquencé le génome de ce corail, avec la collaboration de l'université des sciences et technologies du roi Abdallah (KAUST) d'Arabie saoudite.

#### Les coraux, modèles d’étude en biologie médicale
Certains processus biologiques sont difficiles à étudier chez l’homme. Ainsi, dès le début de la médecine moderne, le médecin chercheur a utilisé les animaux comme modèles.
Les capacités originales et la simplicité anatomique des coraux rendent ces organismes attrayants pour répondre à des questions très fondamentales (élaboration d’un squelette) ou biomédicales (résistance au stress oxydatif, pathologies chroniques liées à l’âge, régénération, etc.).
Les coraux sont ainsi des modèles d’études intéressants et le CSM développe, en propre ou dans le cadre de collaborations, depuis des années une recherche axée sur certaines de leurs propriétés :
- extrême longévité[89],[90],
- capacité à résister d’importantes variations d’oxygène intratissulaire[91],
- formation d’un biominéral, etc.

Ainsi la recherche des équipes de biologie marine vient aujourd’hui éclairer subtilement la complexité de la physiologie humaine.

Quelques modèles d'études du département de biologie marine
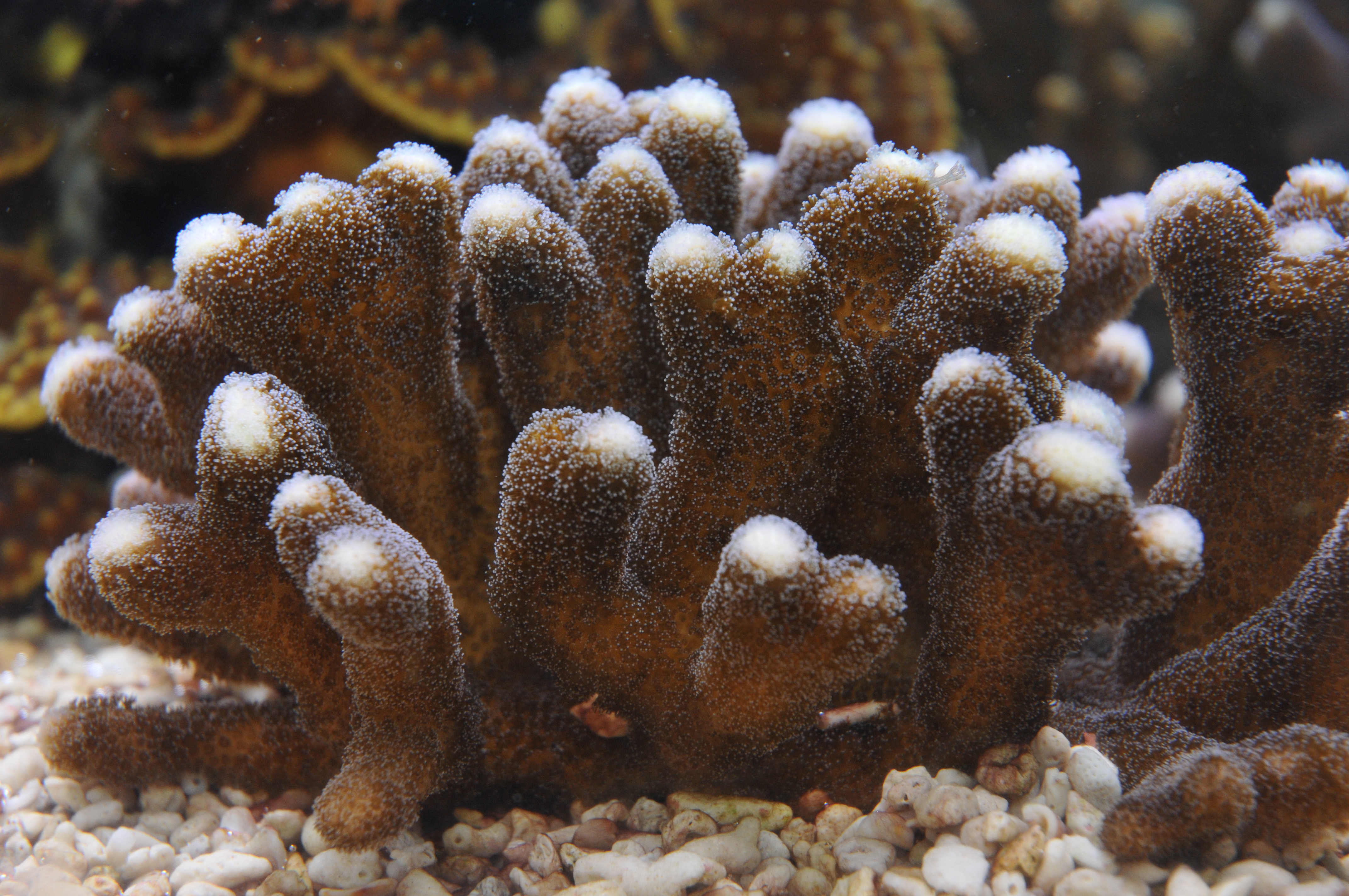
Corail Stylophora pistillata
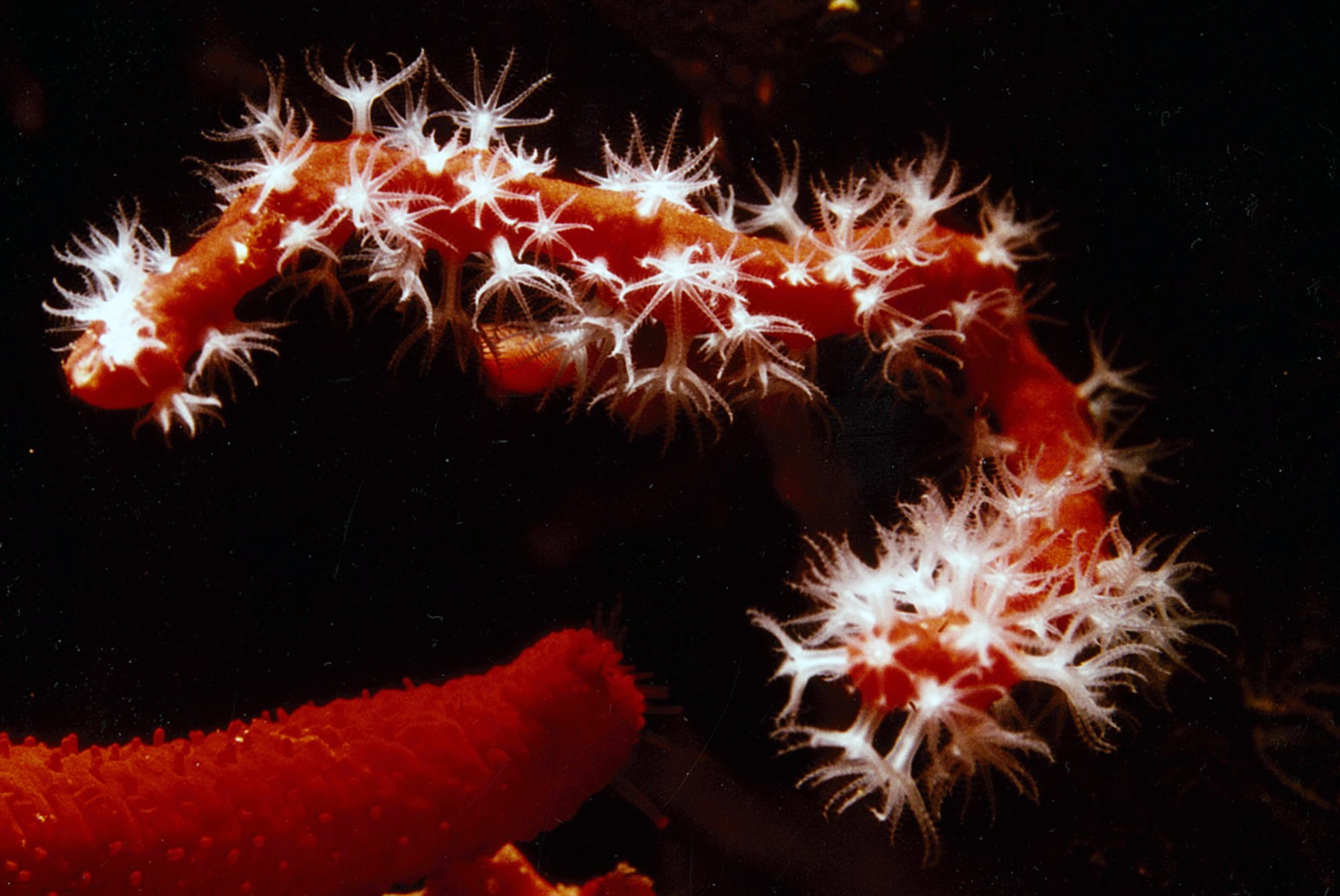
Corail rouge (Corallium rubrum)
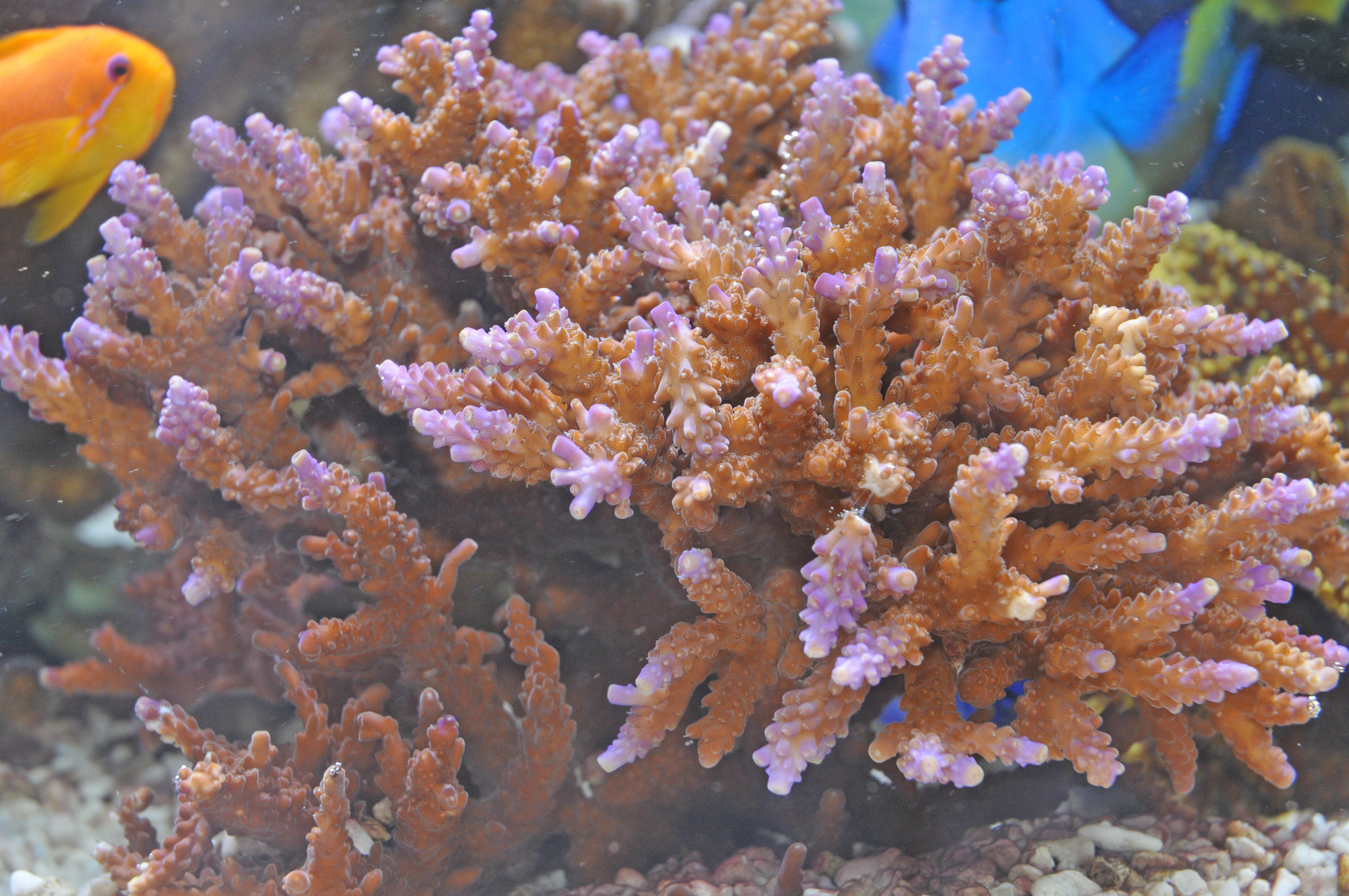
Corail Acropora sp.

### Département de biologie polaire
Le département de biologie polaire est orienté dans le domaine de l'écologie évolutive avec deux programmes (Observatoires du vivant et Intelligence artificielle) ayant pour objectifs de comprendre l’évolution des écosystèmes polaires qui sont parmi les régions les plus vulnérables de la planète.

Ce département s’intéresse aux oiseaux marins et notamment aux manchots. Ces animaux sont en effet de précieux bioindicateurs de l’état de santé de leurs écosystèmes, et donc des modèles biologiques sans pareil pour étudier l’état de santé de la planète. Ce département travaille en étroite collaboration avec l’Institut pluridisciplinaire Hubert-Curien (IPHC) de l’université de Strasbourg (UMR 7178 CNRS - université de Strasbourg) dans le cadre d’un réseau thématique pluridisciplinaire international (RTPI).
Le principal objectif de ce département est d’évaluer les capacités d’adaptation des manchots face aux changements de leur environnement : dans quelle mesure et comment la variabilité individuelle permet aux populations de manchots de s’ajuster aux changements de leur environnement et quels sont les mécanismes (plasticité phénotypique et/ou microévolution) à l’origine de la variabilité et des modifications des traits phénotypiques. Pour cela, des méthodologies innovantes d’observation non-intrusives en milieu naturel ont été développées : systèmes d’identification des animaux par radiofréquence RFID, passerelles d’identification et de pesée automatique, caméras robotisées enregistrant les mouvements des individus dans la colonie, etc.
Les données recueillies lors des missions sur le terrain et par le suivi d’environ 25 000 manchots sont analysées par des approches parallèles en biologie et génétique des populations et en modélisation afin d’étudier par exemple les liens entre la variabilité environnementale (naturelle et anthropique) et la survie, la phénologie et les performances reproductrices et de recherche alimentaire des différentes cohortes d’individus, selon leur âge, leur statut, leur expérience, leur qualité, ou d’autres traits phénotypiques.

#### Observatoires du vivant
Ce programme est réalisé en étroite collaboration avec le CNRS, l'Institut polaires français Paul-Émile-Victor (IPEV) et l'Institut Alfred-Wegener pour la recherche polaire et marine (AWI) et s'intéresse en particulier à 3 espèces de manchots (manchots royaux, Adélie, empereurs) localisées sur 4 sites (archipels subantarctiques de Crozet et Kerguelen, terre Adélie, et terre de la Reine Maud sur le continent Antarctique). Ce programme développe des suivis à long terme des populations de manchots dans des conditions non perturbées par l’homme. Pour cela, des puces électroniques de 0,8 g de type RFID sont implantées sous la peau des animaux qui sont suivis grâce au déploiement d’antennes ou de passerelles automatisées déployées sur les chemins d’accès à leur colonie de reproduction. De telles informations sont capitales pour la mise en place des stratégies de conservation et de gestion durables de la biodiversité et des ressources naturelles de ces régions polaires fragiles.

Quelques modèles d'études
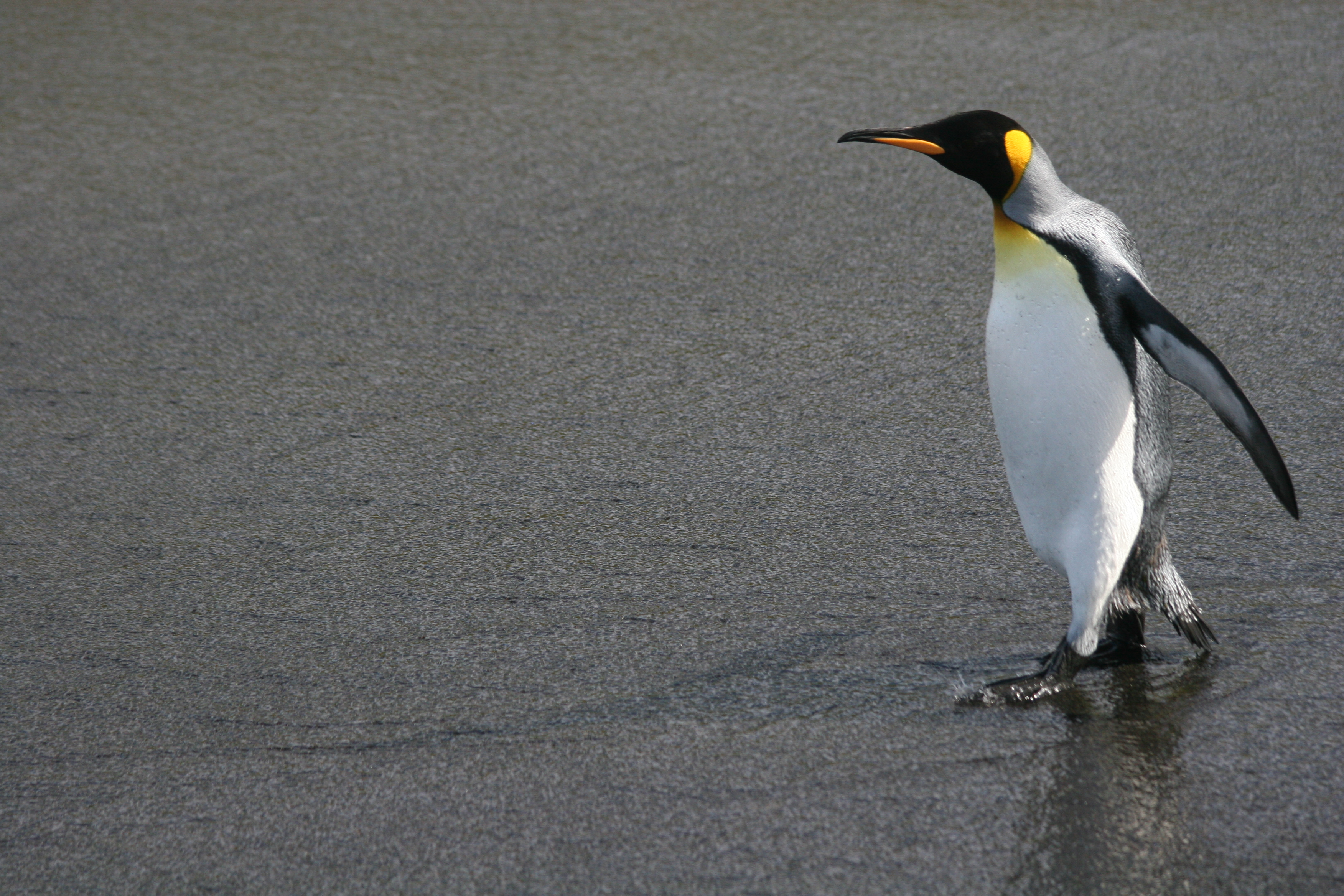
Manchot royal (Baie du Marin - Ile de la Possession - Archipel de Crozet)
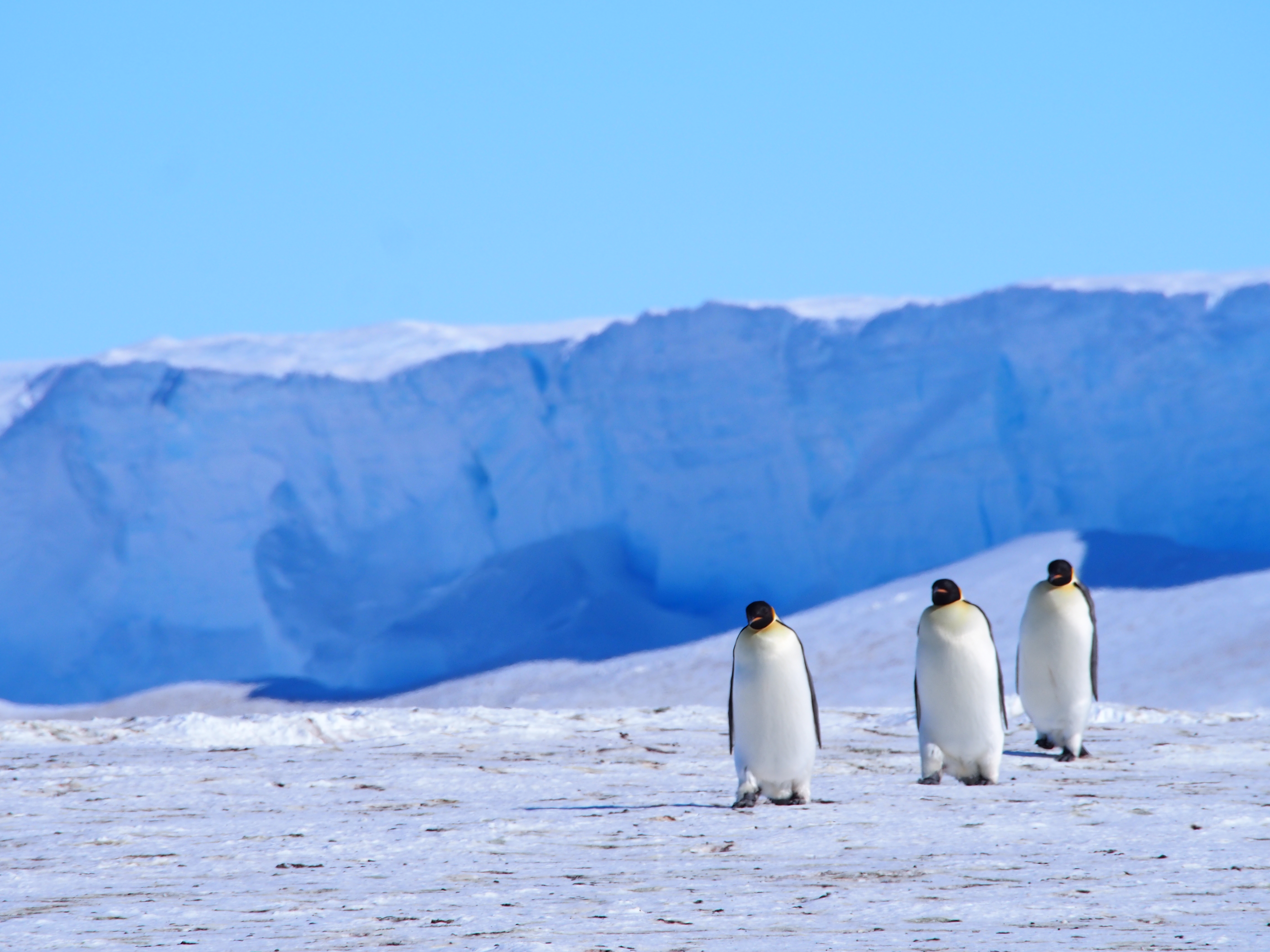
Manchots empereurs (Baie d'Atka - Terre de la Reine Maud)
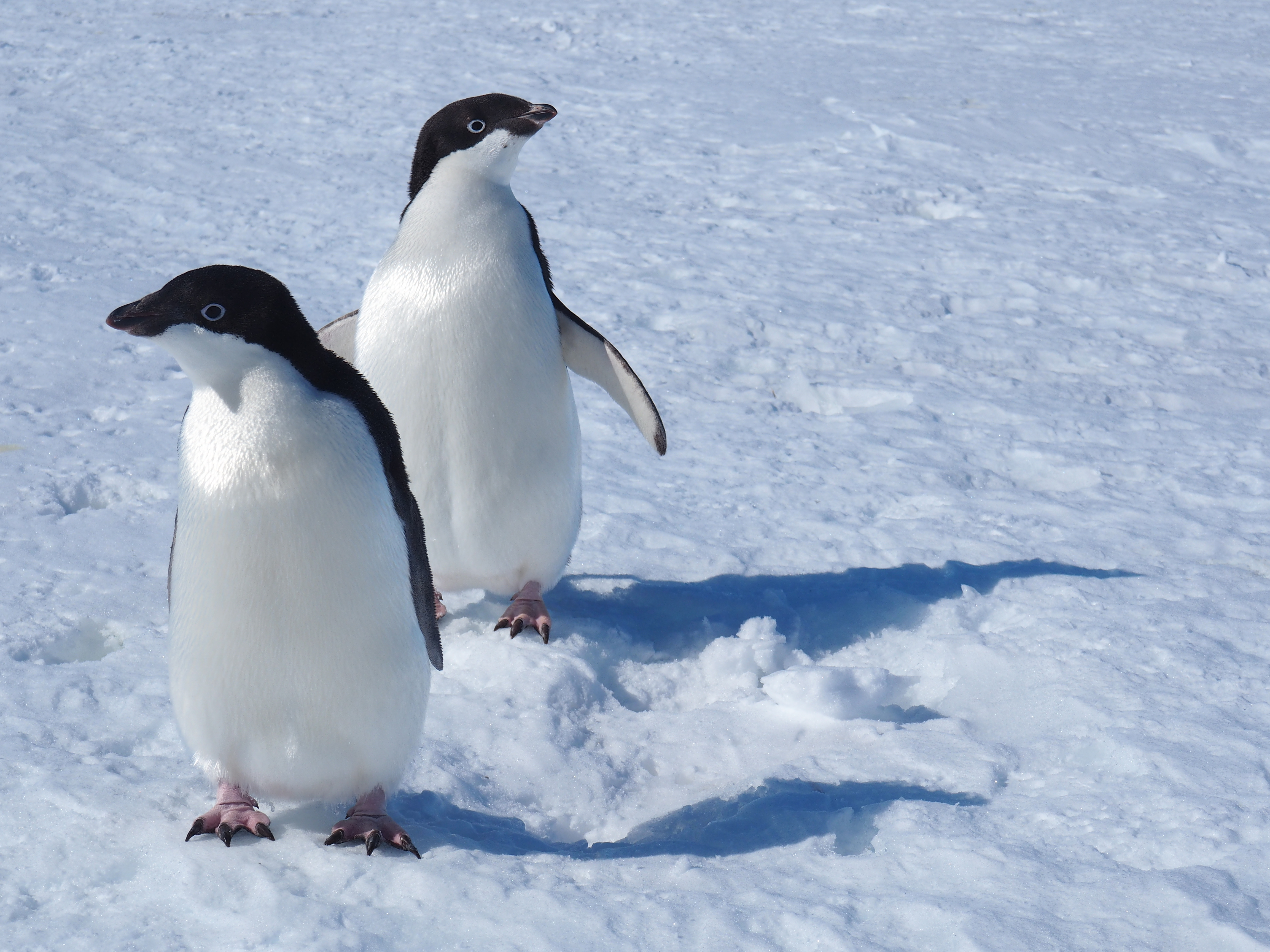
Juvéniles de manchot Adélie (Baie d'Atka - Terre de la Reine Maud)

#### Intelligence artificielle
Ce programme a pour principal objectif de développer des méthodes innovantes d'acquisition de données qui permettent d’augmenter nos connaissances, tout en évitant les biais liés aux interactions entre les animaux et les humains. Afin de mieux comprendre comment fonctionnent les colonies de manchots à travers la distribution et la contribution de chaque individu, ce programme développe des systèmes de reconnaissance individuelle basés sur l'image. Il développe également un volet plus théorique, en utilisant des techniques de machine-learning, la modélisation de systèmes dynamiques et de statistiques mathématiques, afin de mieux comprendre les interactions entre l'environnement et les caractéristiques phénotypiques et comportementales des animaux, et les conséquences en termes d'adaptabilité aux changements environnementaux rapides.

### Département de biologie médicale
Le département de biologie médicale a été créé en 2013 selon la volonté du prince Albert II. Ce département associe plusieurs équipes axées sur :

#### La recherche fondamentale
- Équipe hypoxie tumorale et métabolisme
- Équipe écosystèmes et immunité

Dans le domaine de la recherche fondamentale, l’équipe écosystèmes et immunité développe des travaux visant à une meilleure compréhension des relations hôtes-pathogènes. Cette équipe utilise à la fois des modèles classiques (cultures de cellules murines et humaines, modèles murins in vivo) et des modèles non conventionnels (l’anémone de mer Aiptasia pallida, aujourd’hui Exaiptasia pallida). L’équipe hypoxie tumorale et métabolisme, étudie la biologie et le métabolisme des tumeurs à croissance rapide soumises aux stress hypoxiques, nutritionnel ou oxydant. Par une approche d’inhibition fonctionnelle de gènes, cette équipe identifie de nouvelles cibles à potentiel thérapeutique.

#### La recherche translationnelle
- Équipe mécanismes de résistance aux thérapies ciblées
- Équipe biothérapies appliquées aux handicaps neuromusculaires

Dans le domaine de la recherche translationnelle, l’équipe mécanismes de résistance aux thérapies ciblées s’intéresse aux mécanismes régulant la présence de vaisseaux sanguins et lymphatiques dans les tumeurs et leur capacité à accélérer la propagation métastatique. Elle développe plus particulièrement des travaux visant à identifier les mécanismes de résistance aux traitements dans les cancers de la sphère ORL (cancers des voies aérodigestives supérieures), dans les cancers du rein et dans les cancers pédiatriques (médulloblastomes). Le laboratoire international associé Biothérapies appliquées aux handicaps neuromusculaires (LIA BAHN), se consacre à mettre aux points des thérapies innovantes dans le domaine des myopathies, basées sur des méthodes de transfert de gènes et/ou de modulation de l'épissage de l'ARN messager.

#### La recherche clinique
- Équipe Monacord - Observatoire international sur la drépanocytose

L’observatoire international sur la drépanocytose (MONACORD) réalise des suivis cliniques d’enfants et de femmes atteints par cette pathologie. Il propose ainsi des recommandations pour les traitements (greffes, thérapies géniques) basées sur ces analyses.

#### Un pôle santé humaine
Le département de biologie médicale comprend également un Pôle santé humaine, qui développe deux types de travaux : un appel à projets annuel de financement de programmes de recherche clinique en principauté et un « Think tank » sur les conséquences pour la santé humaine des changements environnementaux. Dans ce cadre, des enseignements spécialisés sont également réalisés par des cours en ligne à destination des lycéens de la principauté.
L’objectif général de ce département est de générer un continuum vertueux reliant la recherche fondamentale à la recherche clinique pour permettre d’augmenter les connaissances générales sur des pathologies très graves voire incurables notamment certains cancers pédiatriques ou encore la myopathie de Duchenne.
Par cette approche centrée sur les patients, ce département contribue à une médecine de précision par le développement de nouvelles approches thérapeutiques d’efficacité optimale.

#### Une plateforme de dépistage des maladies transmissibles
Le département de biologie médicale héberge depuis novembre 2020 une plateforme de dépistage PCR et sérologique à haut débit pour les maladies infectieuses.

## Conventions et partenariats
La reconnaissance internationale du Centre scientifique de Monaco se traduit par la signature de partenariats avec plusieurs universités et instituts de rang mondial lui permettant de bénéficier d’une résonance forte dans le monde scientifique, mais aussi en agissant en tant que structure de soutien administratif du Secrétariat permanent de l'accord Pelagos. Afin d’accroître les possibilités de collaboration, le CSM développe de nombreux partenariats par le biais de conventions, de collaborations avec entre autres les institutions suivantes :
- Institut Pasteur[94]
- INSERM
- CNRS
- IRD[95]
- Université Côte-d’Azur[96]
- Université de Strasbourg
- Université de Versailles – Saint-Quentin-en-Yvelines[97], etc.

Le CSM est l’un des rares centres au monde réunissant dans un même laboratoire des biologistes issus des sciences de l’environnement, de la biologie animale et du domaine médical. Ainsi, l’étroite complémentarité entre ces trois activités propose une dynamique pluridisciplinaire qui a permis de créer des laboratoires internationaux associés (LIA) ou encore un réseau de thématique pluridisciplinaire international (RTPI). Le but étant d’arriver à créer des ponts entre ces disciplines, pour faire progresser la recherche.

### LIA Biosensib 647
Le laboratoire international associé étude de la biodiversité au sein des milieux sensibles aux changements climatiques (LIA BIOSENSIB 647), a été créé en novembre 2010 et a pris fin à l’achèvement de son mandat en décembre 2017. Il prévoyait, par une approche pluridisciplinaire comparative, d’étudier les mécanismes de sensibilité et d’adaptation des coraux constructeurs de récifs et des populations de manchots, prédateurs supérieurs. Ce laboratoire est le fruit d’une collaboration entre l’Institut écologie et environnement (INEE) du CNRS, l’université de Strasbourg (dans le cadre de l’Institut pluridisciplinaire Hubert-Curien) et le CSM.

### LIA Biothérapies appliquées aux handicaps neuromusculaires
Le laboratoire international associé Biothérapies appliquées aux handicaps neuromusculaires (LIA BAHN), créé en novembre 2013, se consacre à mettre aux points des thérapies innovantes dans le domaine des myopathies, basées sur des méthodes de transfert de gènes et/ou de modulation de l'épissage de l'ARN messager.
Il est le fruit d’une collaboration entre l’université de Versailles – Saint-Quentin-en-Yvelines (unité mixte de recherche INSERM - UVSQ handicaps neuromusculaires : physiopathologie, biothérapie et pharmacologie appliquées - END-ICAP) et le CSM.

### LIA Réponse des organismes et populations face au stress environnemental
Le laboratoire international associé Réponse des organismes et populations face au stress environnemental (LIA ROPSE), créé en février 2020 est un programme scientifique axé sur la biologie marine, la biologie médicale et la biologie polaire pour étudier l’impact des changements climatiques et conduire à des recommandations sociétales. Il est le fruit d’une collaboration entre l’université Côte-d’Azur et le CSM.

### RTPI Nutrition et résistance aux stress environnementaux
Le réseau de thématique pluridisciplinaire international Nutrition et résistance aux stress environnementaux (RTPI NUTRESS), créé en septembre 2018 est chargé d’étudier de façon comparée les domaines clés de la nutrition, du métabolisme et de la survie en conditions extrêmes sur les modèles manchots, coraux, et cellules de mammifères (notamment tumeurs humaines). Il est le fruit d’une collaboration entre l’Institut écologie et environnement du CNRS, l’université de Strasbourg (dans le cadre de l’Institut pluridisciplinaire Hubert-Curien) et le CSM.

### Secrétariat permanent de l'accord Pelagos
L’accord relatif à la création en Méditerranée d’un sanctuaire pour les mammifères marins est un accord international tripartite entre la France, l’Italie et Monaco. Signé à Rome le 25 novembre 1999 et entré en vigueur le 21 février 2002, il établit un espace maritime de 87 500 km2.
L’objectif de l’accord est de protéger les mammifères marins et leurs habitats de toute menace d’origine anthropique, telles que la pollution, les nuisances sonores, les captures accidentelles, les dérangements dus à leurs observations pratiquées de façon non respectueuses, etc.
Le sanctuaire Pelagos est une aire spécialement protégée d’importance méditerranéenne (ASPIM) de la convention de Barcelone. En Méditerranée, il s’agit de l’unique Aire marine internationale destinée à la protection des mammifères marins.
À la suite de la réforme de la gouvernance de l’accord, le secrétariat permanent s’est établi en principauté de Monaco. Le 3 avril 2017, un accord de siège a été signé entre le Gouvernement, le prince de Monaco, les parties et le secrétariat permanent de l’accord Pelagos. Depuis, le secrétariat permanent bénéficie du soutien administratif du Centre scientifique de Monaco et des locaux mis à disposition par la partie monégasque.

## Les explorations scientifiques

### Tara Expéditions

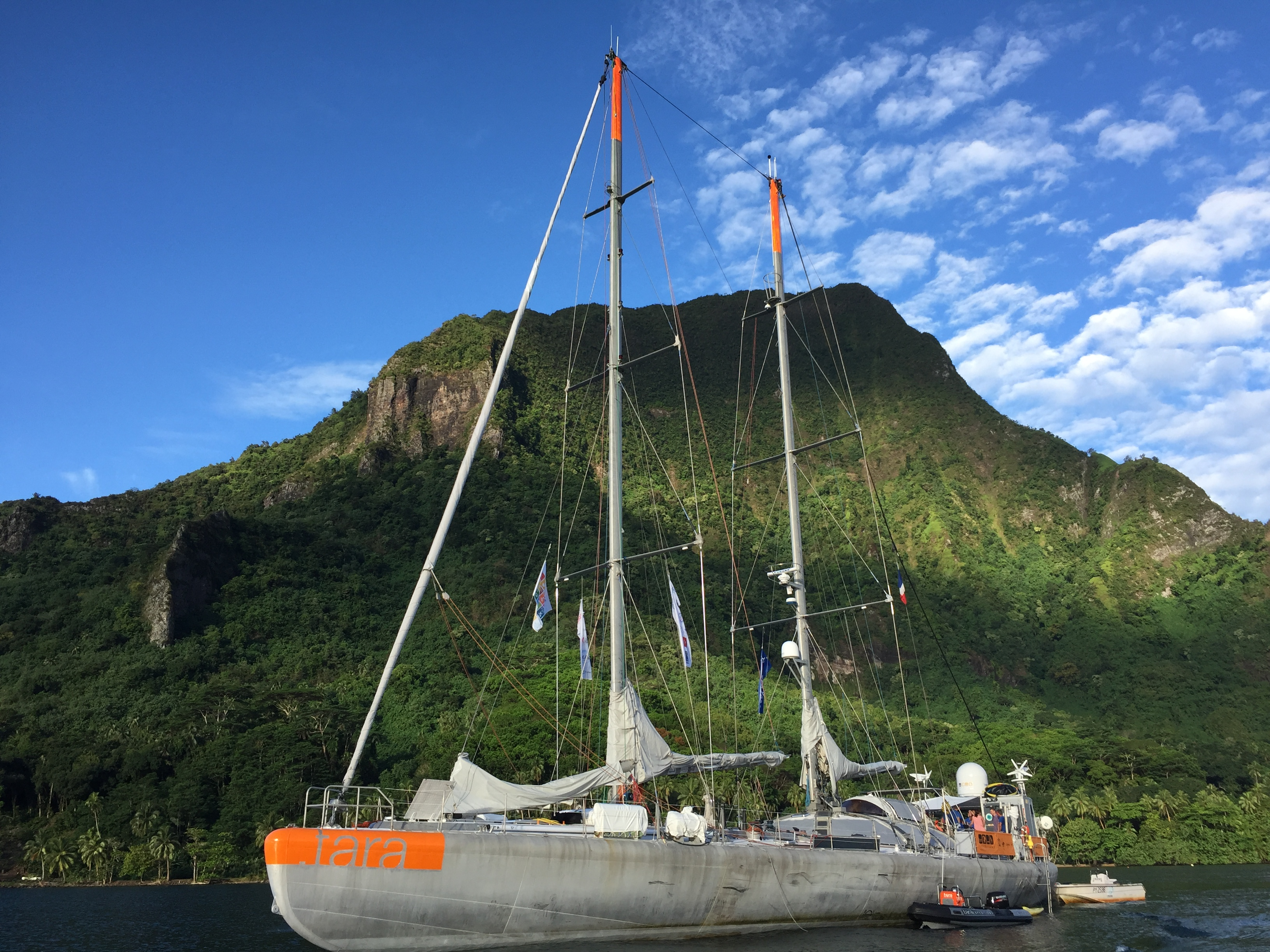
La goélette Tara dans la Baie d'Ōpūnohu, Moorea, Polynésie française (Mission Tara-Pacific 2016-2018)

Le CSM a été un partenaire privilégié dans les missions de la goélette TARA et plus particulièrement celle dédiée à l’étude des récifs coralliens, TARA-Pacific. Le Pr Denis Allemand, directeur scientifique du CSM, est co-directeur de la mission TARA-Pacific, dans laquelle participent les chercheurs du CSM, notamment pour étudier la génomique et la transcriptomique des coraux mésophotiques et profonds et pour prélever des carottes coralliennes et étudier le climat passé. Les squelettes des coraux constituent de véritables archives environnementales qui conservent en leur sein des informations permettant de révéler les conditions physico-chimiques qui prévalaient lors de leur dépôt. Les étudier permet ainsi de reconstituer l’évolution du climat passé, et d’essayer de prédire l’avenir.
Participation du Centre scientifique de Monaco aux expéditions :
- Tara Oceans 2009-2013[102],[103]
- Tara Pacific 2016-2018[100].

### Les explorations de Monaco

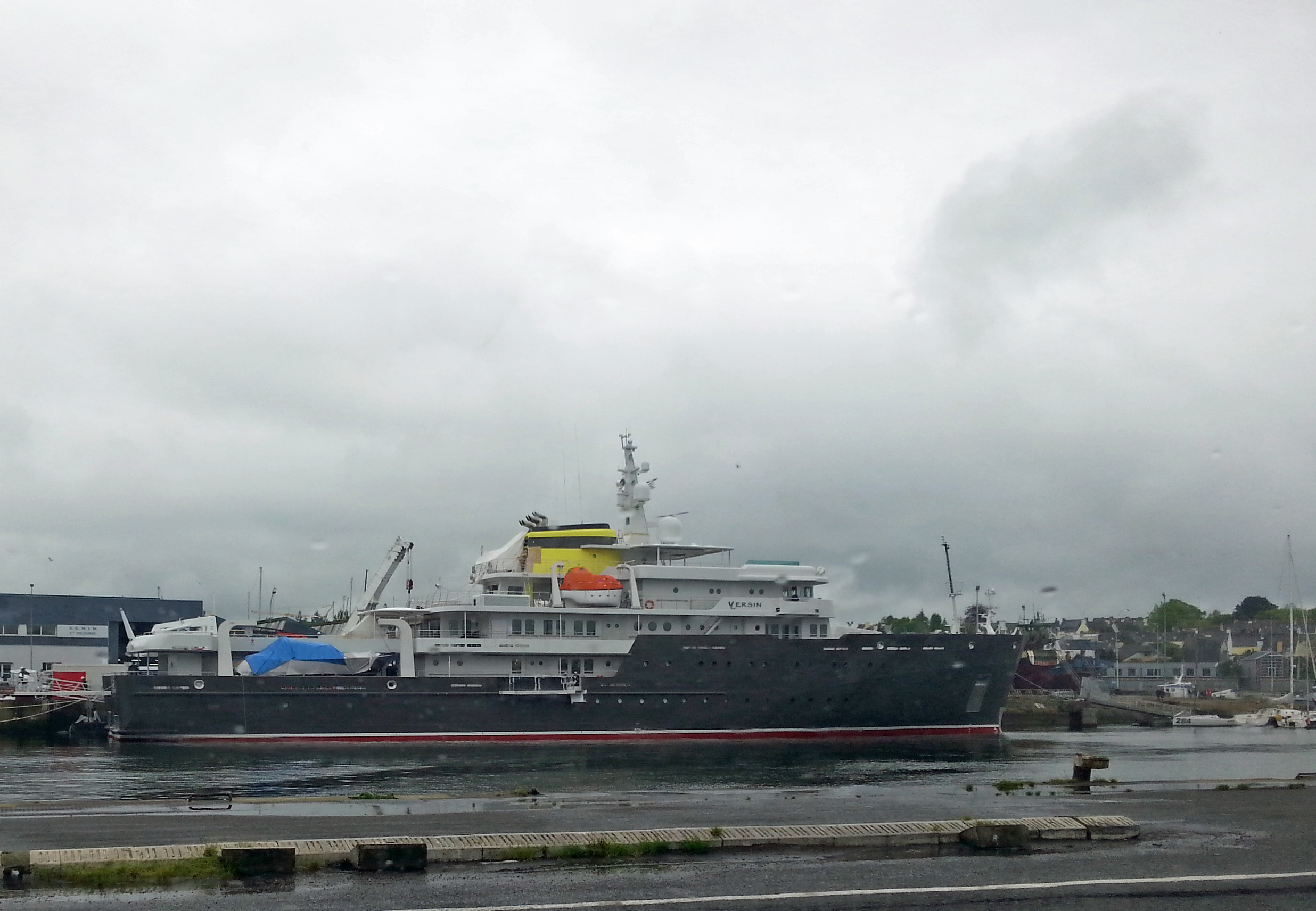
Le Navire Yersin

En 2017, la principauté de Monaco renouait avec les campagnes océanographiques du prince Albert Ier en lançant le programme des explorations de Monaco à bord du navire Yersin ou d’autres navires,.
Plusieurs missions assurées par les chercheurs du CSM ont été réalisées sous l’égide des explorations de Monaco :
- Mission Hawaii 2018 – Pacifique : étude de pathologies des coraux de la baie de Moku O Lo'e à Hawaii[106],[107], du 15 juin au 25 juin 2018 et du 30 novembre au 06 décembre 2018.
- Mission Gombessa 5 2019 – Méditerranée : étude de 5 espèces de gorgonaires à -120m en Méditerranée[108],[109], du 1er au 28 juillet 2019.
- Mission Palaos 2019 – Pacifique : étude en république de Palaos de l’adaptation des coraux à une eau de mer plus acide[110],[111], du 11 au 23 octobre 2019.
- Mission ENCOR 2019 – mer Rouge : étude des coraux profonds de la mer Rouge[112],[113], du 23 au 31 octobre 2019.

### Autres
En 2021, au pied du solarium du port Hercule, le CSM a installé six grottes en béton peuplées de coraux a 40 mètres de profondeur. Le but est de comprendre les mécanismes de croissance des coraux mâles et femelles.

## Identité visuelle

Logo du CSM jusqu'en 2018
Logo actuel du CSM depuis 2018

## Association des Amis du CSM
Le CSM est connu dans le monde scientifique par les travaux de ses chercheurs en biologie marine, et depuis l’avènement du prince Albert II et sous son impulsion, en biologie médicale et en biologie polaire.
Ce fort développement de la recherche scientifique à Monaco a suscité en principauté la volonté d’accompagner le soutien du Gouvernement princier au CSM en créant l’Association des amis du Centre scientifique de Monaco en 2015.
Cette association a deux objectifs majeurs :
- Développer la connaissance et la culture scientifique en principauté par la diffusion, auprès des membres, d'informations sur les activités du Centre scientifique de Monaco, par la mise en place de conférences grand public, de débats ou de visites de sites scientifiques,
- Aider le CSM à développer ses activités scientifiques par des appuis financiers pour des programmes de recherche, des programmes d'enseignement (comme le passeport Santé-Climat-Environnement) ou des bourses d'études pour des doctorants ou des postdoctorants.

|                                                      | Début Mandat | Fin Mandat |
| ---------------------------------------------------- | ------------ | ---------- |
| SAR la princesse Camilla de Bourbon des Deux-Siciles | 01/02/2015   | -          |